# Джексон, Томас Джонатан
То́мас Джо́натан Дже́ксон (с 1861 года известный также под прозвищем «Стоунуолл», или «Каменная Стена» (англ. Thomas Jonathan «Stonewall» Jackson, а также «Old Blue Light»); 21 января 1824 — 10 мая 1863) — генерал Конфедеративных Штатов Америки в годы Гражданской войны.
Один из самых талантливых генералов Юга и один из самых знаменитых генералов в истории США. В сражении при Чанселорсвилле 2 мая 1863 года был по ошибке ранен дозором конфедератов, лишился руки и умер через 8 дней от пневмонии. Гибель Джексона считается одной из причин неудач Северо-Вирджинской армии в ходе последующей Геттисбергской кампании и всей последующей войны. По свидетельству генерала Гордона, Роберт Ли считал гибель Джексона основной причиной поражения Конфедерации в Гражданской войне.

## Молодые годы

### Предки
Томас Джонатан Джексон был правнуком Джона Джексона (1715 или 1719—1801) и Елизаветы Камминс, также известной как Элизабет Комингс и Элизабет Нидлс (1723—1828). Джон Джексон — ольстерский шотландец, уроженец Колрейна в графстве Лондондерри. Он переехал из Ирландии в Лондон, где был обвинён в краже 170 фунтов. Судьи Олд-Бейли приговорили его к 7 годам ссылки в Америку. Елизавета родилась в Лондоне, она также была обвинена в краже 19 слитков серебра и ювелирных изделий и получила аналогичный приговор. В 1748 году они оба были отправлены в Америку на судне «Личфилд», игравшем в то время роль «плавучей тюрьмы». Джон и Элизабет познакомились на борту и уже были влюблены друг в друга к моменту прибытия в Аннаполис, штат Мэриленд. Они были отправлены отбывать наказание в разные места, но поженились 4 июля 1755 года.
Семья переселилась на запад за Голубой хребет и в 1758 году осела возле Морфилда, Виргиния (сейчас Западная Виргиния). В 1770 году они переселились ещё дальше на запад, в долину Тигарт, и начали скупать необработанную землю близ современного города Бакхэннон, в том числе 3000 акров (12 км²) на имя Элизабет. Во время войны за независимость Джон и два его сына вступили в Континентальную армию и сражались в битве при Кингс-Маунтен 7 октября 1780 года. Джон окончил войну капитаном и служил лейтенантом вирджинского ополчения после 1787 года. Пока мужчины были в армии, Элизабет превратила их дом в пристанище для беженцев, спасавшихся от нападений индейцев, — «Форт Джексон».
У них было восемь детей. Вторым сыном был Эдвард Джексон (1 марта 1759 — 25 декабря 1828), а третьим сыном Эдварда был Джонатан Джексон, отец Томаса (25 сентября 1790 — 26 марта 1826).

### Детство
Томас Джексон был сыном прокурора Джонатана Джексона (1790—1826) и Джулии Беквит Джексон, урождённой Нил (1798—1831). Оба его родителя были коренные виргинцы. Они назвали сына по имени деда со стороны матери. Сестра Томаса, Элизабет, умерла от брюшного тифа в возрасте 6-ти лет 6 марта 1826 года. Его отец умер от той же болезни 26 марта. Через день после смерти отца у Томаса родилась сестра Лора-Энн. Джулия Джексон осталась вдовой в 28 лет, имея множество долгов и троих детей на руках. Она продала фамильные владения, чтобы расплатиться с долгами, и переселилась в съёмную комнату. Около 4-х лет Джулия подрабатывала шитьём и частными уроками.
В 1830 году Джулия Джексон вышла замуж вторично. Её новый муж, адвокат Блейк Вудсон, не любил приёмных детей, и финансовые проблемы не прекращались. На следующий год родился единоутробный брат Томаса, но Джулия умерла от осложнений, и трое её детей остались сиротами. Джулия была похоронена в безымянной могиле, в дешёвом гробу на кладбище Уэстлейк, близ современного города Анстед (Западная Виргиния).

### Работа в Джексонс-Милл

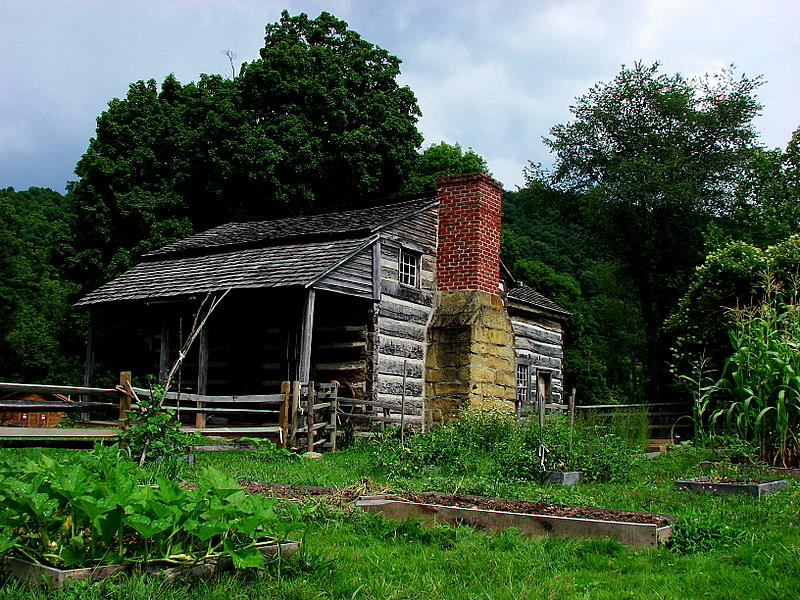
Мельница Джексона в 2007 году

Когда здоровье матери начало ухудшаться, Джексона вместе с сестрой Лорой-Энн отправили жить к дяде Камминсу Джексону (наречённому по фамилии бабушки — Елизаветы Камминс) — арендатору солодовой мельницы в Джексонс-Милл (сейчас находится около местечка Вестон в округе Льюис, Западная Виргиния). Их старший брат Уоррен уехал жить к другим родственникам, а затем умер от туберкулёза в 1841 году в возрасте 20 лет. В ноябре 1831 года Томас с сестрой вернулись домой, чтобы побыть у постели умирающей матери. В целом они прожили 4 года в Джексонс-Милл, после чего разделились: Лору отправили в семью её матери, а Джексона — к сестре отца, тёте Полли, и её мужу Исааку Брейку, которые жили на ферме в 4-х милях от Кларксбега. Брейк плохо относился к Джексону, и Джексон целый год выносил его оскорбления, а затем сбежал от него. Когда родственники посоветовали ему вернуться к тёте Полли, он ответил: «Возможно, я должен так поступить, но я не вернусь». Он прошёл горами 18 миль и вернулся в Джексонс-Милл, где его с радостью встретил дядя и где Джексон прожил ещё целых семь лет.
Томас относился к Камминсу Джексону, как к своему учителю. Он работал вместе с ним на ферме, пас овец и быков и помогал собирать урожай. Он по возможности посещал школу, но полноценного образования не получил. В основном он занимался самообразованием. Один из рабов его дяди приносил ему сосновые лучины для чтения книг по ночам, а в обмен Джексон тайно учил его писать (тайно — поскольку после восстания Ната Тёрнера 1831 года виргинские законодатели запретили обучать негров чтению и письму). Впоследствии негр бежал в Канаду.

## Военная карьера

### Вест-Пойнт
В 1842 году в военной академии Вест-Пойнт открылась вакансия для одного человека от конгрессионального округа, к которому принадлежал город Кларксберг (посланный от округа кадет внезапно покинул академию). Через виргинского конгрессмена Самуэля Хайса Джексону удалось добиться утверждения своей кандидатуры у военного секретаря, и в итоге в июле 1842 года он был зачислен на курс.
Из-за недостаточного начального образования у Джексона были некоторые проблемы со вступительными экзаменами, и первое время он сильно отставал от остальных кадетов. Ему было нелегко, но, проявив свойственные ему упорство и трудолюбие, Джексон со временем выбился в лучшие ученики. Он окончил Академию 17-м из 59-ти кадетов. Говорили, что если бы он проучился ещё год, то получил бы первое место. Джексону довелось учиться в том самом знаменитом классе, где второе место при выпуске занял будущий генерал Союза и соперник Линкольна на выборах 1864 года Джордж Макклелан, а последнее — Джордж Пикетт. Первые годы Джексон жил в одной комнате с Джорджем Стоунманом, впоследствии — кавалерийским генералом Севера и губернатором Калифорнии. Стоунман был одним из его немногих друзей; впоследствии его одноклассник Дариус Кауч писал, что Стоунман и Джексон были друзьями: в чём-то очень схожими, а в чём-то очень разными, оба были сдержанны, молчаливы и ненавязчивы.

### Мексиканская война

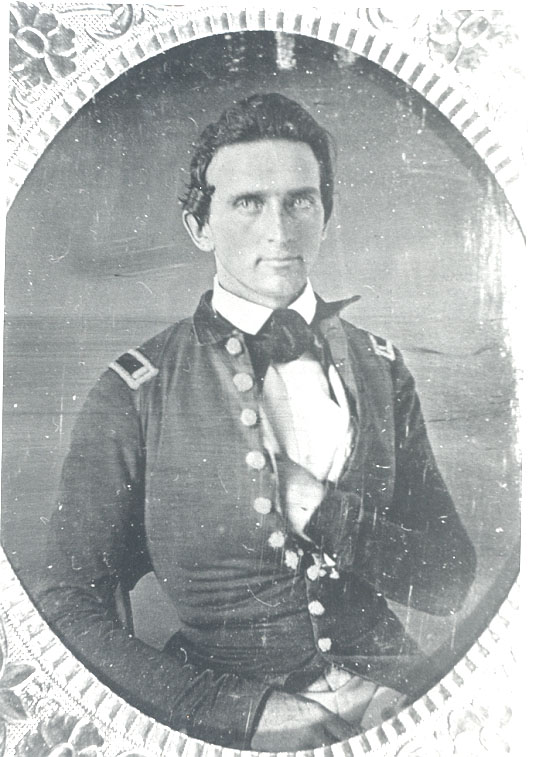
Джексон в 1847 году в форме лейтенанта

Когда Джексон окончил академию, началась Мексиканская война, и его определили во временном звании второго лейтенанта в 1-й артиллерийский полк. Роты полка были переброшены в Пойнт-Изабель в устье реки Рио-Гранде, где Джексону поручили тяжёлую артиллерию. Его первым заданием стала транспортировка орудий и мортир в форты, прикрывающие Пойнт-Изабель. В те дни казалось, что конфликт с Мексикой уже угасает и 1-й артиллерийский не успеет принять участия в войне. Но в это время началась Мексиканская кампания Скотта, и была сформирована новая армия, куда включили 1-й артиллерийский полк. Первым серьёзным сражением Джексона стала осада Веракруса, где его полк был задействован при обстреле города. 18 марта была завершена постройка осадных батарей, и после нескольких дней бомбардировки, 27 марта, крепость сдалась.
Джексон участвовал в сражениях при Серро-Гордо, где его полк был задействован в качестве пехоты. Гендерсон пишет, что знамёна полка первыми были подняты на укреплениях противника. Имя Джексона не упоминается в рапортах (вероятно его рота была задействована только для преследования), но в этом бою был захвачена батарея лёгкой артиллерии, которую поручили капитану Магрудеру. Место второго лейтенанта в батарее было вакантно, а Джексон стремился к активной службе, поэтому подал заявку и был взят на это место.
Батарея Джексона была активно задействована в сражении при Контрерас, а в сражении при Чурубуско держалась в резерве. В сражении при Молино-дель-Рей батарея сделала всего несколько залпов по мексиканской кавалерии, а в остальное время Джексон оставался наблюдателем событий. Во время сражения при Чурубуско батарея лишилась первого лейтенанта, и Джексон занял его место, оказавшись вторым по званию офицером батареи после Магрудера. Тот хорошо отозвался о нём в рапорте, и Джексон получил постоянное звание второго лейтенанта и временное повышение: до капитана за Контрерас и Чурубуско (20 августа 1847).
При штурме Чапультепека орудия Джексона были размещены к северу от замка Чапультепек, чтобы мексиканцы не могли перебрасывать в замок подкрепления. Лёгкие 6-фунтовые орудия оказались в тяжёлом положении под огнём крупнокалиберных орудий замка. Погибло много артиллеристов и лошадей. Джексон пытался личным примером воодушевить своих людей:

Снаряды и пули свистели вокруг, поражая людей и лошадей. Солдаты дрогнули. Чтобы удержать их на позиции, Джексон прошёлся взад и вперёд по дороге к форту, крича: «Здесь нет никакой опасности! Видите? Я цел!»
Однако это не помогло. Командование приказало отвести батарею, но Джексон отказался выполнить приказ об отступлении, который счёл «неправильным». Он смог объяснить, что в данном случае отступать опаснее, чем продолжать артиллерийскую дуэль, и сказал, что если ему дадут 50 солдат-ветеранов, то он сможет взять мексиканские укрепления. После взятия Чапультепека он поддерживал огнём наступление отряда Дэниеля Хилла и Бернарда Би, который атаковал северо-западные ворота Мехико (ворота Сан-Косме). Он заслужил положительные отзывы от Магрудера, генералов Уорта и Пиллоу и получил временное повышение до майора, датированное 13 сентября 1847 года.
После войны Джексон был направлен в Форт-Гамильтон на острове Лонг-Айленд, где стал командиром роты «К». 29 апреля 1849 года он был крещён в епископальной церкви Сент-Джон. В декабре 1850 года он был переведён в Форт-Мид во Флориде. Здесь он оказался подчинённым капитана Уильяма Френча, которого хорошо знал ещё с Мексики. Но за время службы между двумя офицерами начались разногласия по вопросу полномочий, которые переросли в открытый конфликт. 12 апреля 1851 года Френч отдал Джексона под арест за несоблюдение субординации.
29 февраля 1852 года Джексон уволился из армии.

### Лексингтон

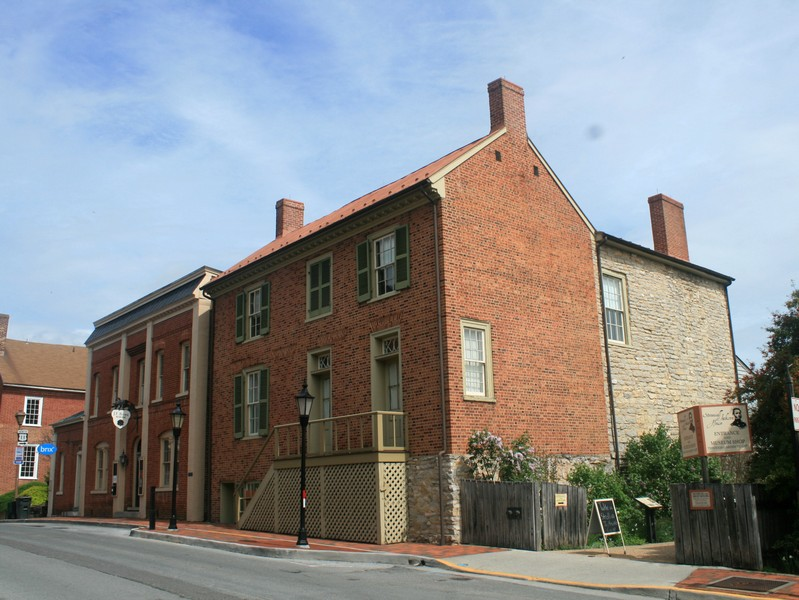
Дом Джексона в Лексингтоне (фото 2015 года)

Весной 1851 года Джексон стал преподавателем в Виргинском военном институте в Лексингтоне. Это назначение устроил Дэниель Хилл, который преподавал в Вашингтон-Колледже в том же Лексингтоне и посоветовал суперинтенданту академии взять Джексона на это место. Суперинтендант утвердил кандидатуру Джексона 22 апреля, когда Джексон находился под арестом в форте Мид. 15 мая Джексона освободили и он покинул Флориду.
Так как в то лето казармы института были ещё недостроены, то Джексон, чтобы занять кадет, отправил их в пеший марш по территории штата. За месяц его кадеты прошли более ста километров.
Он стал профессором натуральной и экспериментальной философии и артиллерийским инструктором. Он любил артиллерию, и генерал Тальяферро впоследствии вспоминал: «Артиллерия всегда была любимой стороной его профессии. Он любил свои орудия, и к тем небольшим бронзовым пушкам, с которыми занимались его кадеты, он относился с трепетом матери, выводящей в свет своих юных застенчивых дочерей».
В том же институте преподавал Рэлей Колстон, впоследствии — подчинённый Джексона. Одним из студентов Джексона был Джеймс Уокер, с которым 4 мая 1852 года у Джексона случился конфликт, и Уокер вызвал Джексона на дуэль, за что был исключён из института. Впоследствии, в годы войны, он стал одним из самых способных командиров в дивизии Джексона.

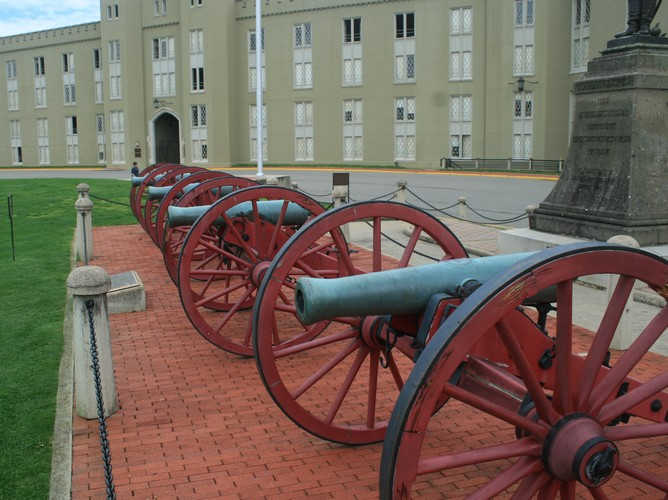
Кадетская батарея, на которой учились кадеты Джексона (фото 2015 года)

Другим его учеником был Джеймс Лэйн, будущий бригадный генерал Конфедерации, солдаты которого по ошибке застрелят Джексона 2 мая 1863 года.
Популярная в академии история гласит, что однажды суперинтендант института вызвал Джексона в кабинет. Последний явился вовремя, но у суперинтенданта обнаружилось срочное дело, поэтому он попросил Джексона подождать и удалился. Он отсутствовал дольше, чем планировал, и, решив, что Джексон уже ушёл, не стал возвращаться в кабинет. Вернувшись в кабинет на следующее утро, он обнаружил, что Джексон ждёт его в том же самом кресле, что и вечером. Джексон воспринял просьбу подождать как приказ, а он всегда выполнял приказы.
Джексон был строгим и жёстким профессором, однако талантов учителя у него не было. Суперинтендант академии отмечал, что Джексон «совсем не учитель, и ему не хватает такта в общении с классом. Каждый офицер и каждый кадет уважает его за многие достоинства. Он храбрый человек, добросовестный человек, хороший человек, но он не профессор».
Именно в Лексингтоне сформировалось его религиозное мировоззрение. Он стал членом общины пресвитерианской церкви, а затем дьяконом этой церкви.

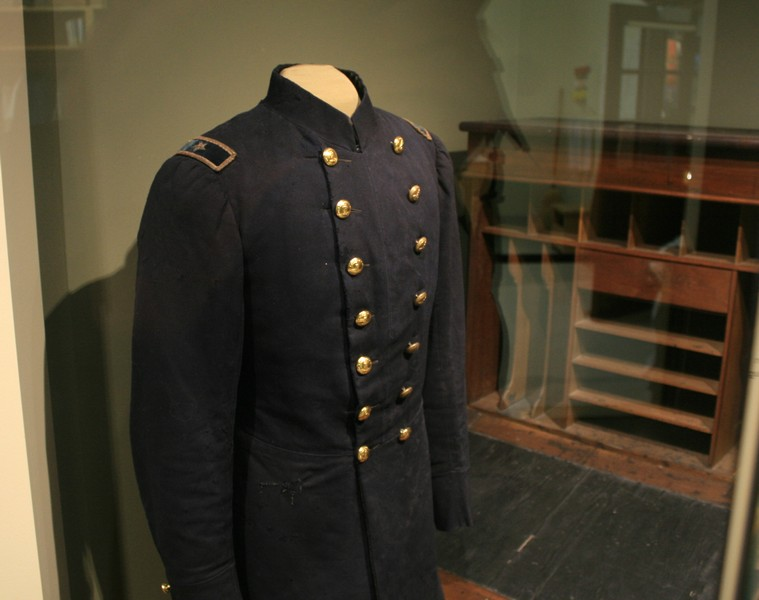
Мундир Джексона, который он носил в Виргинском военном институте и в первые годы войны.

В первые же годы жизни в Лексингтоне Джексон познакомился с Элеонорой «Элли» Джанкин, отец которой был президентом Вашингтонского колледжа (позже назван Университет Вашингтона и Ли) в Лексингтоне. Они вместе преподавали в воскресной школе при пресвитерианской церкви. Изабелла Хилл, жена Дэниеля Харви Хилла, выступила в роли свахи, и при её посредничестве Джексон женился на Элеоноре 4 августа 1853 года. Они отправились в свадебное путешествие в Филадельфию, затем в Вест-Пойнт и к Ниагарскому водопаду. Однако Элли умерла во время неудачных родов 22 октября 1854 года.
Джексон был потрясён смертью жены и сына, он пробовал сосредоточиться на преподавании и на церковных собраниях. В том же году он решил создать воскресную школу при пресвитерианской церкви, которую могли бы посещать рабы и свободные негры Лексингтона. Летом 1856 года он взял отпуск на 3 месяца и совершил путешествие в Европу. После путешествия Джексон женился снова в 1857 году. Мэри Анна Моррисон была из Северной Каролины, где её отец был первым президентом Дэвидсон-колледжа. 30 апреля 1858 года у них родилась дочь Мэри Грэм (англ. Mary Graham), однако ребёнок умер месяц спустя. Вторая дочь родилась в 1862 году, незадолго до смерти отца. Джексоны назвали её Джулия Лора.

## Гражданская война

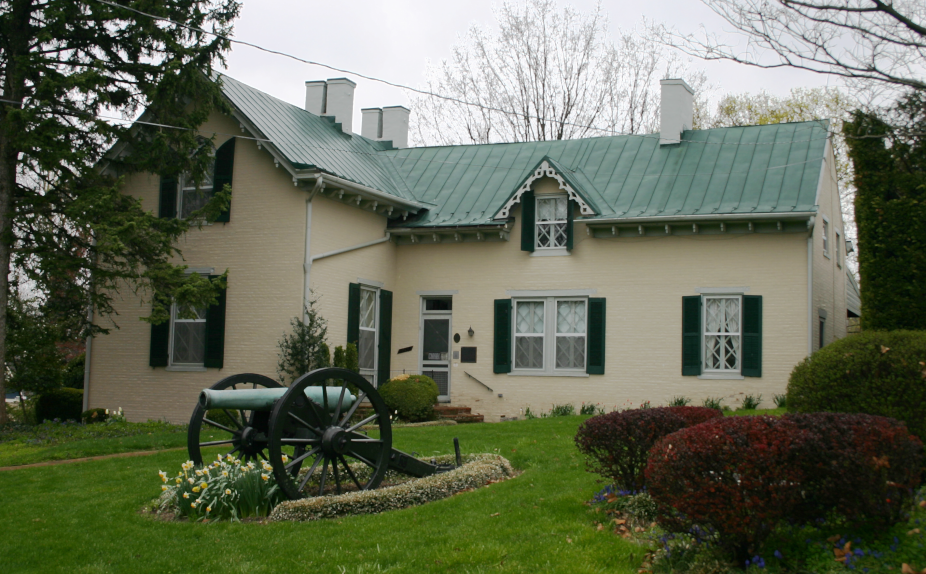
Дом полковника Льюиса Мура, в котором размещался штаб Джексона в Винчестере (фото 2007 года)

Когда началась гражданская война, кадетам академии было приказано отправиться в Ричмонд, и 21 апреля 1861 года Джексон во главе отряда кадетов покинул академию. Командование штата в те дни решало, каким именно образом оборонять город Харперс-Ферри, чтобы успеть вывезти из него ценные боеприпасы. Губернатор Летчер сразу же представил Джексона к званию полковника и велел главнокомандующему вирджинскими вооруженными силами (Роберту Ли) направить Джексона в Харперс-Ферри сразу же после присвоения звания. «Ли не мог предполагать, — писал по этому поводу Дуглас Фриман, — что волей обстоятельств и губернатора Летчера в его распоряжении оказался тот военный, который вскоре покажет себя идеальным генералом».
30 апреля Джексон прибыл в Харперс-Ферри и принял командование собранными там войсками, которых насчитывалось 8000 человек.
В конце апреля 1861 года в долине Шенандоа была сформирована небольшая Армия Шенандоа, которую 3 мая возглавил Джексон, а 24 мая командование принял генерал Джонстон. 8 июня армия Вирджинии были присоединена к армии Конфедеративных Штатов Америки. Джексону было поручено командовать 1-й бригадой Армии Шенандоа, которая состояла из пяти полков:
- 2-й Вирджинский полк (полковник Аллен).
- 4-й Вирджинский полк (полковник Джеймс Престон).
- 5-й Вирджинский полк (полковник Кентон Харпер).
- 27-й Вирджинский полк (полковник Джон Эчолс).
- 33-й Вирджинский полк (полковник Каммингс).

17 июня, после рейда на Балтимор-Огайскую железную дорогу, Джексон получил звание бригадного генерала.

### Манасасская кампания
В июле 1861 года президент Линкольн решил начать общее наступление на Ричмонд. Основная армия, численностью 35 000 человек, 16 июля выступила из Вашингтона на Манассас, а армия генерала Паттерсона, численностью 18 000 человек, должна была наступать в долине Шенандоа, где ей противостояла армия Шенандоа, численностью 11 000 человек. Не имея возможности оборонять Харперс-Ферри, Джексон эвакуировал город, но Паттерсон не проявил активности, и было решено скрытно отправить армию Шенандоа к Манассасу.
18 июля в 03:00 Джонстон получил приказ идти к Манассасу на соединение с Борегаром. Утром 19 июля Джонстон начал переброску войск, задействовав железную дорогу. Первой была отправлена бригада Джексона. Борегар предполагал, что Джонстон будет идти на фланг армии противника и был сильно удивлён, когда Джексон явился в его штаб Борегара вечером 19 июля, в тот момент, когда Борегар как раз излагал подчинённым свой план наступления. Бригаду Джексона отправили на позицию к броду Митчелл-Форд, а когда на фланге показалась армия противника, Джексону приказали занять позицию у брода Льюис-Форд. Прибыв туда в 11:00, Джексон решил, что он нужнее в другом месте и личной инициативой отправил всю свою бригаду (2 600 чел.) к высоте, известной как Холм Генри. Выйдя к юго-восточному краю поля фермы Генри, бригада развернулась на краю холма в 400 метрах от дома Генри.  Здесь Джексона встретил генерал Бернард Би. «Генерал, они нас теснят», сказал он. Джексон ответил: «Сэр, мы угостим их штыками».
Бригада заняла позиции на холме Генри и вступила в бой в тот момент, когда 4-й алабамский полк отступал под ударами северян. По распространённой в публицистике версии, именно в тот момент генерал Бернард Би обратился к отступающему Алабамскому полку со словами: «Посмотрите на бригаду Джексона, она стоит, как каменная стена!» Принято считать, что именно с этого момента Джексон получил прозвище Stonewall — «Каменная стена». Об этом событии сохранилось 4 свидетельства. Они не во всём совпадают, но из них, по мнению историка Хеннеси, следует, что историческая фраза была произнесена не в момент отступления бригады Би, а позже, когда генерал наводил в ней порядок за линией Джексона.
По другой версии, например, в воспоминаниях полковника Хескелла, Би был недоволен тем, что Джексон не идёт на помощь его полку, и произнёс: «Джексон стоит там, как чёртова каменная стена…». Биограф генерала Джонстона обращал внимание, что Джонстон в какой-то момент сказал, что 4-й Вирджинский пехотный полк «стоит там как каменная стена», и это, возможно, была отсылка на слова наполеоновского генерала Бертье, который во время сражения при Маренго сказал, что Старая гвардия была подобна гранитному редуту (une redoute de granit).

В мемуарах Белли Бойд приводится альтернативная версия этой истории: «Стрельба была жаркой, и южнокаролинский пехотный полк дрогнул и был близок к бегству. 'Стойте, люди, стойте!' — крикнул полковник Бартоу громким голосом. — 'Смотрите на бригаду генерала Джексона, они стоят крепко и неподвижно, как каменная стена'». 

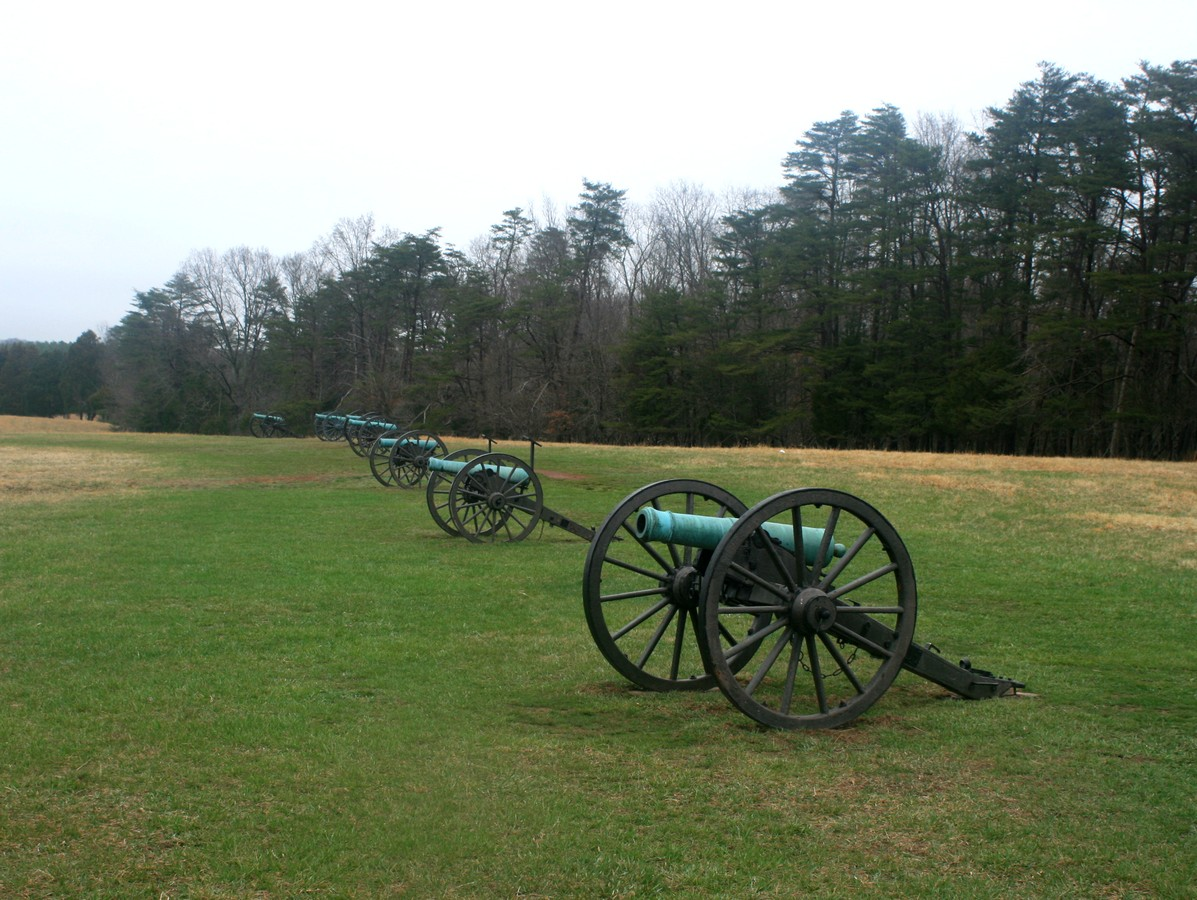
Мемориальная батарея Джексона на холме Генри (фото 2015 года)

В том сражении Джексону удалось удержать холм Генри, после чего Борегар приказал провести контратаку. Джексон обратился к 4-му вирджинскому полку со словами: «Не стреляйте, пока они не подойдут на 50 ярдов! Затем стреляйте и угостите их штыком! А когда пойдёте в атаку, орите, как фурии!». Считается, что именно так возник боевой клич конфедератов (Rebel yell).
Впоследствии генерал Борегар писал о Джексоне: «Его быстрое, своевременное появление на плато у дома Генри и разумное расположение своих частей весьма способствовало успеху того дня». Сражение прославило генералов Эванса, Элзи и Хэмптона, и в меньшей степени — Джексона. Историк Хэннеси писал, что не стоит переоценивать заслуг Джексона, хотя его вклад в сражение был велик: именно он выбрал позицию на холме Генри и удержал её, именно он предложил основную тактику того дня (подпустить противника, дать залп, а потом атаковать), и именно его атака привела к первому захвату федеральных орудий.
Джон Мосби писал, что после сражения Джексон хотел силами своей бригады атаковать Вашингтон. «Интересно, знают ли генерал Джонстон и генерал Борегар, как жестоко они (северяне) разбиты. Если они мне позволят, я отправлюсь со своей бригадой на Вашингтон этой же ночью».
7 октября 1861 года Джексону было присвоено звание генерал-майора за успехи в Бул-Ранском сражении. Ему было поручено возглавить боевые части Конфедерации в долине Шенандоа, поэтому он передал «Бригаду каменной стены» генералу Ричарду Гарнетту. Расставаясь с бригадой, он произнес знаменитую «Прощальную речь», которая вошла, в частности, в фильм «Боги и генералы»:

Солдаты и офицеры первой бригады! Я здесь не для того, чтобы говорить речи, а только чтобы просто попрощаться. Я впервые встретил вас у Харперс-Ферри, в самом начале войны, и я не могу покинуть вас, не выразив своего восхищения вашими действиями с того дня до этого, и на марше, и на привалах, и в лагерях или на кровавых равнинах Манассаса, где вы заслужили славную репутацию, решив исход сражения. Везде, где вы проходили по этой стране, своим уважением к правам и собственности граждан вы показали, что способны не только к обороне, но и к защите. Вы уже стяжали блестящую и заслуженно высокую репутацию во всей армии в Конфедерации, и я верю, что в будущем своими свершениями на поле боя и при помощи Провидения, которое до сих пор благосклонно к нашему делу, вы завоюете другими победами ещё более блестящую репутацию. Вы уже заняли славное место в будущей истории этой нашей Второй войны за независимость. Я с большим волнением буду следить за вашими дальнейшими шагами, и я верю, что, где бы я ни услышал о первой бригаде в бою, я узнаю о ещё более благородных свершениях и о более высокой репутации. В армии Шенандоа вы были первой бригадой! В Потомакской армии вы были первой бригадой! Во втором корпусе армии вы были первой бригадой! Вы были первой бригадой в сердце вашего генерала; и я верю, что за ваши последующие шаги потомки назовут вас первой бригадой в этой нашей Второй войне за независимость. Прощайте.
Оригинальный текст (англ.)– Officers and men of the First Brigade, I am not here to make a speech but simply to say farewell. I first met you at Harper's Ferry in the commencement of the war, and I cannot take leave of you without giving _expression to my admiration of your conduct from that day to this, whether on the march, or in bivouac, the tented field, or on the bloody plains of Manassas, where you gained the well deserved reputation of having decided the fate of the battle. Throughout the broad extent of country over which you have marched, by your respect for the rights and property of citizens, you have shown that you were soldiers not only to defend, but able and willing to defend and protect. You have already gained a brilliant reputation, throughout the army of the whole Confederacy, and I trust in the future by your own deeds on the field, and by the assistance of the same Kind Providence who has heretofore favored our cause, that you will gain more victories, and add additional lustre to the reputation you now enjoy. You have already gained a proud position in the history of this our second War of Independence. I shall look with great anxiety to your future movements, and I trust whenever I hear of the First brigade on the field of battle it will be of still nobler deeds achieved and higher reputation won. In the army of the Shenandoah you were the First Brigade; in the army of the Potomac you were the First Brigade; in the second corps of this army you are the First Brigade; you are the First Brigade in the affections of your General; and I hope by your future deeds and bearing you will be handed down to posterity as the First Brigade in our second War of Independence. Farewell! 
— The Stonewall Brigade (ред. John Selby, Michael Roffe) Osprey Publishing
Летом того же года приобрёл известность двоюродный брат Джексона, Уильям Лоутер Джексон, командир 31-го Вирджинского пехотного полка. По аналогии с родственником Уильям получил прозвище «Земляная стена» (Mudwall). Впоследствии он командовал 19-м Вирджинским кавалерийским полком.

### Экспедиция в Ромни
В качестве командующего военным округом долины Джексон предпринял поход на город Ромни, который считается не самым удачным в его карьере и едва не привёл к его отставке. 1 января 1862 года Джексон взял Бригаду каменной стены и дивизию Уильяма Лоринга, всего 9000 человек, и выступил в поход на город Ромни в Западной Виргинии. Несмотря на тяжёлые погодные условия, отряд Джексона 4 января занял город Бат, обстрелял город Хэнкок и пришёл в Ромни 14 января, после того, как федеральное командование (генерал Фредерик Лендер) эвакуировало город и вывезло все припасы. Джексон оставил в Ромни дивизию Лоринга и вернулся в Винчестер.
Недовольные Джексоном, офицеры дивизии Лоринга составили коллективную жалобу, а генерал Лоринг написал письмо военному секретарю, которое доставил в Ричмонд Уильям Тальяферро. В нарушение правил, это письмо было передано напрямую президенту. Президент Дэвис признал, что оставление Лоринга в Ромни было ошибкой, и приказал Джексону вернуть отряд Лоринга в Винчестер. 3 января Лоринг покинул Ромни.
Возмущённый вмешательством в его дела, Джексон 31 января подал прошение об уходе из армии. Он попросил военного секретаря вернуть его в военную академию, обещая в противном случае обратиться к президенту с прошением об отставке. В дело, известное как «инцидент Джексона-Лоринга», вмешался губернатор Виргинии Летчер. Он  уговорил Джексона остаться в армии,  президент перевёл Лоринга в Джорджию. 6 февраля Джексон отозвал своё прошение, а 7 февраля потребовал привлечь Лоринга к суду за неподчинение, но президент не дал хода этому делу.
Участник похода, генерал Тальяферро, вспоминал впоследствии, что в то время солдаты недолюбливали Джексона:

Трудно отрицать, что в то время Джексон был непопулярен среди солдат и офицеров даже своей бригады, поскольку секрет силы американского солдата был в его личности, которая была естественным следствием американского гражданства… Люди Джексона размышляли и, размышляя, не считали, что результаты ромнийской кампании оправдали принесённые жертвы. И только их совместное крещение в огне многочисленных сражений, в которых им вскоре пришлось сражаться, и его абсолютное бесстрашие заставили их полюбить его…
Оригинальный текст (англ.)– That Jackson was not popular with his officers and men, even of his old brigade, at that time, is undeniable, for the true secret of the power of the American soldier is his individuality, the natural result of American citizenship….Jackson’s men thought, and thinking, did not think that the ends accomplished by the Romney campaign justified the sacrifices which were made. It was their later common baptism of fire in the battles which were not long after fought, and his absolute fearlessness…which endeared him to his men… 
— Personal Reminiscences of "Stonewall" Jackson

### Кампания в долине Шенандоа

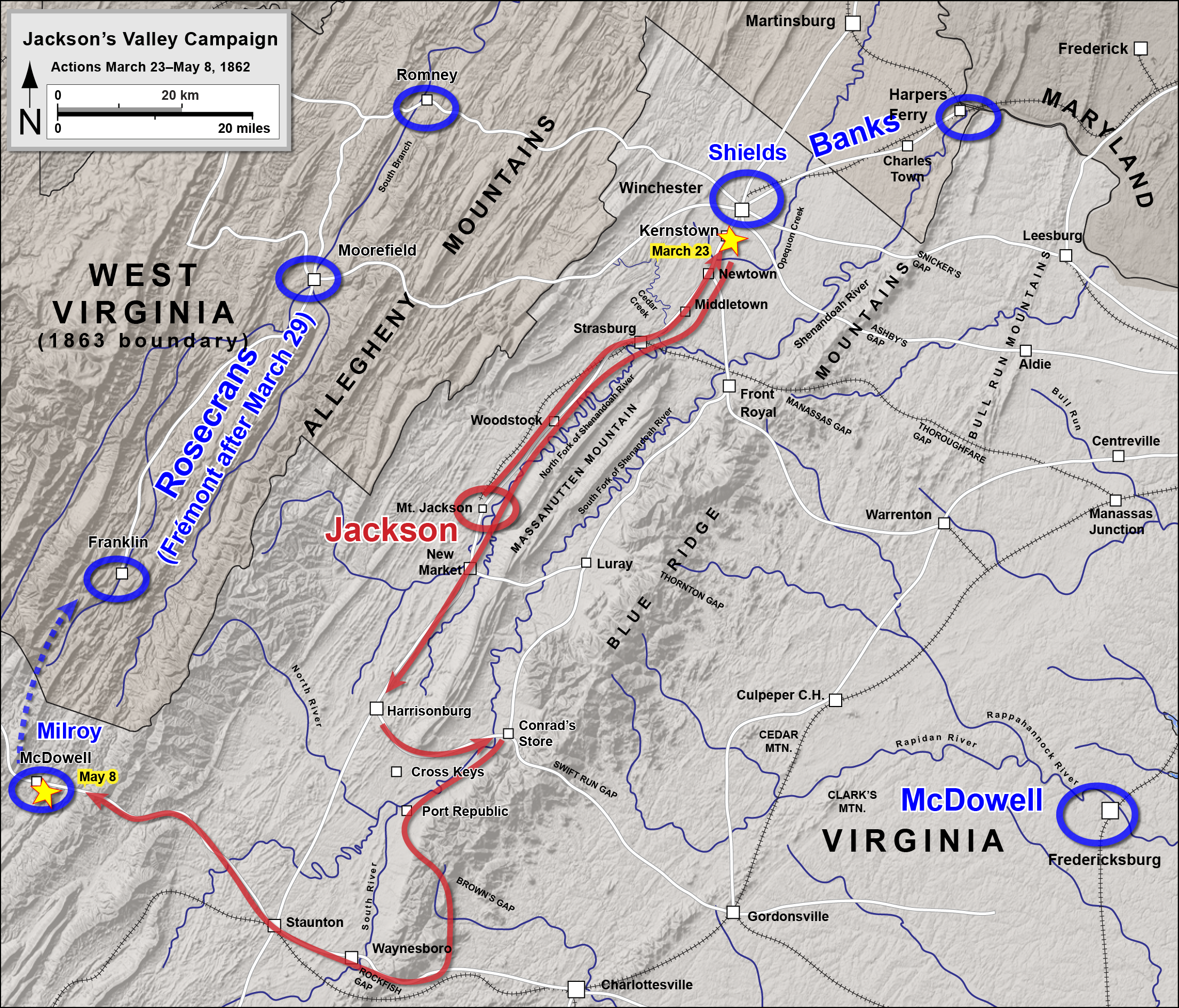
Кампания в долине Шенандоа

Весной 1862 года Потомакская армия генерала Макклелана высадилась на Виргинском полуострове и начала наступление на Ричмонд, известное как кампания на полуострове. Корпус Макдауэлла находился в районе Манассаса, а отряд Натанаэля Бэнкса вошёл в долину Шенандоа. Джексону было поручено действовать в долине, чтобы не пропустить Бэнкса на юг и по возможности не дать Макдауэллу соединиться с Макклеланом. Положение на конец апреля сложилось исключительно опасное для Юга, замечал Дуглас Фриман: если бы Бэнкс и Фримонт связали Джексона и Юэлла в долине, то армия Макдауэлла смогла бы легко прорваться к Ричмонду.
Кампания началась с неудачного боя под Кернстауном 23 марта, когда Джексон из-за ошибок разведки атаковал вдвое превосходящего его противника. Обнаружив, что попал в сложное положение, Джексон всё же решил продолжать бой, однако бригада генерала Ричарда Гарнетта на правом фланге израсходовала боеприпасы, и Гарнетт отвёл бригаду, что инициировало отступление всей армии Джексона. Джексон пришёл в негодование от того, что Гарнетт отступил без приказа, и 1 апреля отдал генерала под арест. Суд над Гарнеттом начался только 6 августа, но через день был прекращён ввиду начала Северо-Вирджинской кампании. Гарнетт так и не смог добиться реабилитации до самой смерти под Геттисбергом.
Несмотря на неудачу, факт нахождения Джексона в долине заставил Линкольна удержать возле Вашингтона корпус Макдауэлла. Почти 50 000 человек не смогли, таким образом, поддержать наступление Потомакской армии на Ричмонд.
Соединившись с дивизией Юэлла и Джонсона, отряд Джексона вырос до 17 000 человек. Искусно маневрируя, Джексон наносил удары по втрое превосходящему противнику, силы которого были рассредоточены. Он разбил Бэнкса при Фронт-Роял и в первом сражении при Винчестере.
26 мая (за несколько дней до начала сражения при Севен-Пайнс) командование армии получило сообщение от Джексона:

Генерал С. Купер:
За последние три дня Бог благословил наше оружие блестящим успехом. В пятницу [23 мая] федералы были обращены в бегство у Фронт-Рояла, и в плен попала артиллерия, а также много бойцов. В субботу основная колонна Бэнкса по ходу отступления от Страстберга к Винчестеру разделилась на части, и одна отступила к Страстбергу. В воскресение вторая часть была разбита в этом месте. По последним данным, бриг. ген. Джордж Стюарт преследует беглецов. Много медицинских и артиллерийских складов попало в наши руки.
Т. Дж. Джексон.

Продолжая кампанию, Джексон избежал ловушки, которую планировал лично Линкольн, разбил генерала Джона Фримонта при Кросс-Кейс и генерала Шилдса при Порт-Репаблик. Корреспондент газеты «Richmond Whig» писал 6 июня: «За один месяц Джексон со своей армией обратил в бегство Милроя, уничтожил Бэнкса, сорвал планы Фримонта и разбил Шилдса! Случалась ли когда такая серия побед, одержанных над превосходящим по силам противником исключительно благодаря бесстрашию и великолепному командованию?»
В этих боях армия Джексона прошла более 1000 км за 48 дней, за что получила название «пешей кавалерии». По поводу этого названия один из солдат Джексона впоследствии вспоминал:

Его люди долго потом были известны как 'Пешая кавалерия Джексона' из-за своих длинных и быстрых маршей. Мы часто шли целый день целую неделю, а иногда и три недели, очень часто по 25 миль в день. Не думаю, что моя бригада когда-либо проходила более 30 миль без остановки на отдых; но некоторые полки старой дивизии проходили и по 40 миль с редкими остановками по 10 минут. Мы часто шли или сражались целый день, а в случае преследования противника ещё и всю ночь и часть следующего дня.

Джексон спас Ричмонд от ударов с севера и не дал Союзу перебросить подкрепления на Виргинский полуостров. 14 июня он предложил усилить его армию до 40 000 солдат и осуществить вторжение на север через долину Шенандоа, однако генерал Ли решил, что Джексон будет необходим под Ричмондом, и 16 июня послал ему письмо с просьбой отправить свою армию на соединение с основными силами Ли. В полночь 18 июня Джексон начал марш к Ричмонду.

### Семидневная битва

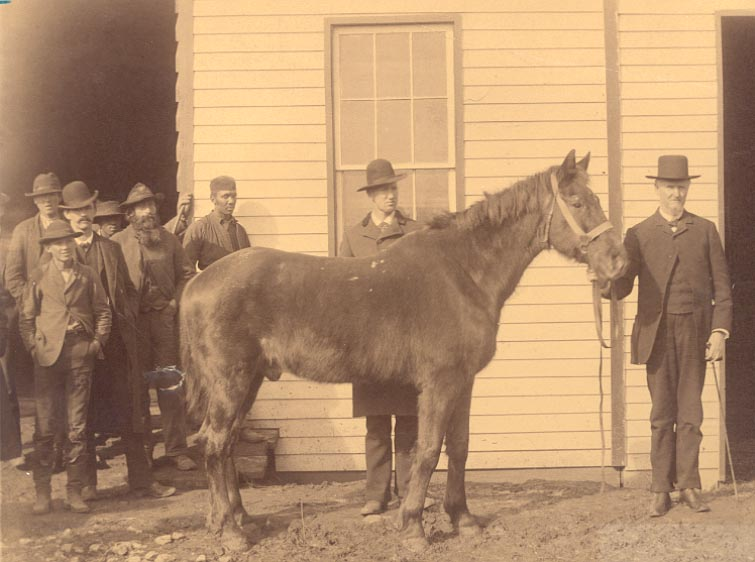
Боевой конь Джексона Литл-Соррел

В полдень 23 июня Джексон встретился с генералом Ли в доме Мэри Дэббс на Найн-Майл-Роуд около Ричмонда. Там же собрались Джеймс Лонгстрит, Эмброуз Хилл и Дэниель Хилл (родственник Джексона). На этом собрании был согласован план наступательного сражения, известного как Семидневная битва. На тот момент отряд Джексона был уже сильно измотан долгими маршами. С 22 марта по 9 июня они прошли 676 миль (и Ли знал это), только во время отступления от Харперс-Ферри 30 мая — 5 июня они прошли быстрым темпом 104 мили. До соединения с Армией Ли Джексону надо было пройти ещё 40 миль, и он пообещал, что выйдет на указанную позицию утром 25 июня, хотя обычно его люди проходили такое расстояние за 3 дня. Некоторые исследователи считают такие планы генерала Ли «авантюрой».
Участие в Семидневной битве — самый загадочный эпизод в биографии Джексона: его отряд, обычно мобильный и оперативно действующий, на этот раз четыре раза подряд опаздывал на поле боя. Его люди пришли в Эшланд (севернее Ричмонда) только к вечеру 25 июня, пройдя 25 миль, с опозданием на сутки. Измотанные этим маршем они не смогли начать марш в 03:00 на следующий день и вышли только в 08:00, поэтому прибыли в Хэндли-Конер (у Механиксвилла) в 17:00.
Джексон прибыл, когда в разгаре было сражение на реке Бивер-Дам-Крик, но он не направил войска в бой, а стал обустраивать лагерь, хотя определённо слышал звуки боя. По этому поводу историк Галлахар писал, что марш из долины Шенандоа был слишком труден, а возможности людей Джексона были не безграничны — они не смогли совершить того сверхчеловеческого усилия, которое от них требовалось.
На следующий день его дивизии заблудились и не успели своевременно поддержать наступление в сражении при Геинс-Милл. В третий раз он застрял на переправе перед сражением при Севедж-стейшн, на этот раз он занялся ремонтом моста через Чикохамини, несмотря на наличие удобного брода. Но самым необъяснимым было его поведение 30 июня во время сражения при Глендейле. Джексон должен был давить на арьергарды противника, однако он вышел к болоту Уайт-Оак-Свемп и там остановился. В рапорте он объяснил это так: «Громкая канонада впереди показывала, что Лонгстрит уже вступил в дело, и от меня требовалось двигаться вперёд, но болотистый характер местности, разрушенные мосты через болота и реку и сильные позиции противника не позволили мне наступать ранее следующего утра». Он не объясняет, почему не воспользовался другими переправами, которые обнаружил Уэйд Хэмптон, или переправой Брэкетс-Форд. Портер Александер, проанализировав рапорт Джексона, назвал его фарсом. По его мнению, 29 июня Джексон мог избегать сражения по религиозным соображениям (было воскресение), а 30 июня просто не хотел посылать в бой уставших людей.
Таким образом, он четыре раза срывал планы генерала Ли, что повлекло за собой серьёзные человеческие жертвы в армии Конфедерации. Эти совершенно необъяснимые поступки стали основной причиной тактических неудач армии Ли в Семидневной битве. Многие современники (например, Портер Александер), как и историки, считают Джексона главным виновником неудач того сражения. «Джексон на Чикохомини оказался совсем не тем, что Джексон в Долине», — писал Джим Стемпел. «Если бы Джексон сражался так же упорно, как Хилл или Лонгстрит, то всё пошло бы иначе», — писал по этому поводу Дуглас Фриман, и он же подводит итог: «В Семидневной битве Джексон терпел неудачу за неудачей. Он не пришёл на Бивер-Дам-Крик, при Гэинс-Милл он выполнил не более, чем было приказано, а то и меньше. Он не смог поддержать Магрудера у Саваж-Стейшен, что вообще необъяснимо, а причины, по которым он не смог перейти Уайт-Оак-Свемп, в лучшем случае спорны. В сражении при Малверн-Хилл его дивизия достигла немногого. Армия ликовала, и виноватых не искали, но грязные слухи о Джексоне всё же появились».

### Северо-Вирджинская кампания
После завершения боёв на полуострове Ли отвёл армию к Ричмонду и занялся её пополнением. Джексону казалось, что нельзя терять время и надо захватить инициативу: он предлагал провести наступление на север, в сторону Вашингтона. Ли не разделял его мнения и Джексон даже решил обратиться за поддержкой к президенту, но обстоятельства опередили его: 12 июля федеральная армия заняла Калпепер и оказалась опасно близко к железнодорожному узлу в Гордонсвилле. Уже 13 числа Ли приказал Джексону взять свою дивизию и дивизию Юэлла и идти к Гордонсвиллу, чтобы прикрыть железную дорогу. Позже на усиление Джекона была послана дивизия Эмброуза Хилла.

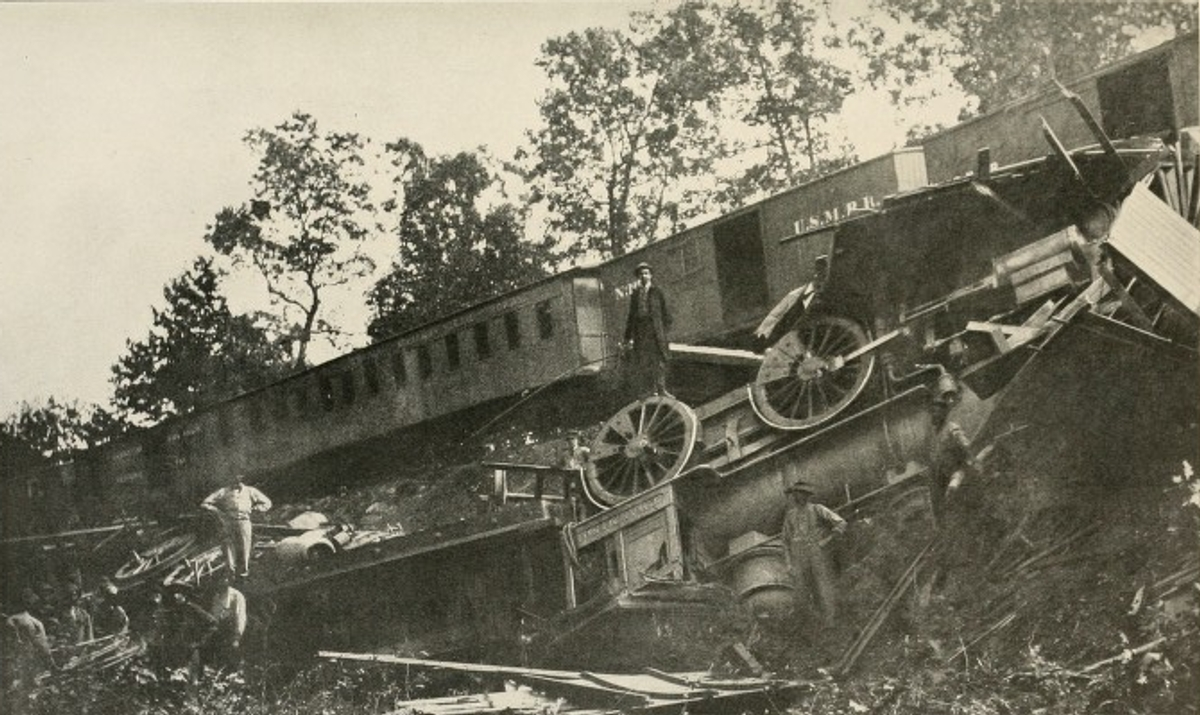
Федеральные поезда, спущенные с рельсов людьми Джексона на станции Манассас 26 августа 1862 года

Джексон успел перехватить федеральный авангард (под командованием генерала Бэнкса) и разбить его в сражении у Кедровой горы. На этот раз у Джексона было тройное численное превосходство, но внезапная атака Бэнкса едва не застала его врасплох. 1-й Вирджинский полк обратился в бегство, 42-й Вирджинский попал под фланговый удар и тоже дрогнул, батареи оказались под угрозой. Джексон лично направился к бегущим, он хотел вытащить саблю, но, поскольку он ею никогда не пользовался, она заржавела в ножнах, так что он начал размахивать ею прямо с ножнами, крича: «Джексон с вами! Собирайтесь, храбрые парни, и — вперёд!» Его появление остановило бегущих.
Джексону пришлось лично собирать расстроенные части и вести их в контратаку. Тем не менее сражение было выиграно, и в результате фактически началась Северо-Вирджинская кампания. В ходе этой кампании в августе 1862 года Джексон командовал левым флангом, который позже стал Вторым корпусом. Действуя против генерала Поупа, Джексон фланговым манёвром зашёл в тыл федеральной Вирджинской армии (так наз. Рейд на станцию Манассас). 26 августа его отряд вышел к железной дороге Оранж-Александрия, а 27 августа захватил и уничтожил крупный федеральный склад в Манассас-Джанкшен. Федеральная бригада Джорджа Тейлора отправилась на перехват, но в бою у Юнион-Майлз она была разбита Джексоном, при этом погиб сам генерал Тейлор.
События у Манассаса заставили генерала Поупа оставить оборонительный рубеж на реке Раппаханок. Джексон сумел занять удобную позицию и заставить Поупа атаковать эту позицию. 28—29 августа, во Втором сражении при Булл-Ран, Поуп несколько раз атаковал отряд Джексона, в то время как части Лонгстрита были ещё на подходе. 30 августа Поуп уже считал Джексона разбитым, но подошедший Лонгстрит внезапно атаковал левый фланг федеральной армии силами 25 000 человек и обратил её в бегство, напоминающее первое сражение на этом самом месте (Первый Булл-Ран).
После сражения Джексон бросил свой корпус в обходной манёвр вокруг правого фланга противника, что привело к сражению при Шантильи 31 мая. Сражение закончилось вничью: Джексон не сумел отрезать противника от Вашингтона, но федеральная армия потеряла 1300 человек и двух генералов, что было слишком высокой ценой, поэтому локальная удача не подняла боевой дух Вирджинской армии.

### Мэрилендская кампания

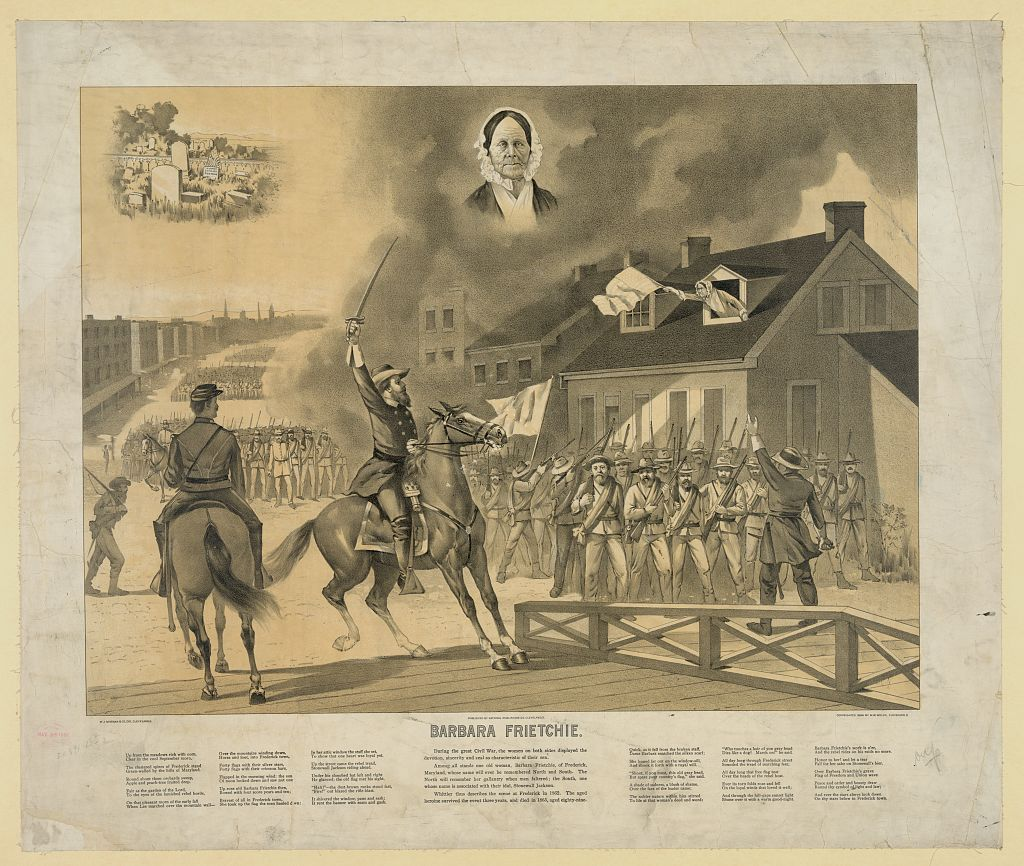
Джексон и Барбара Фритчи

4 сентября 1862 года 55-тысячная Северовирджинская армия вступила в Мэриленд. Через несколько дней, когда бригады Джексона проходили Фредерик, юнионистка Барбара Фритчи стала размахивать флагом США из окна своего дома. Проезжавший мимо Джексон запретил солдатам трогать женщину. На основе этих событий поэт Джон Уиттьер в 1864 году написал поэму «Барбара Фритчи». Некоторые исследователи считают эту историю мифом. Джон Мосби впоследствии писал: «Я ехал позади Джексона, когда в сентябре 1862 года он двигался во главе своей колонны через Фредерик, под звуки оркестра, играющего 'My Maryland'. Но я никогда не слышал истории о размахивающей флагом Барбаре Фритчи, пока не прочитал поэму Уиттьера».
Считается, что миф о Джексоне и Барбаре Фритчи основан на реальной истории, персонажами которой были генерал Эмброуз Хилл и горожанка Мэри Катрелл.

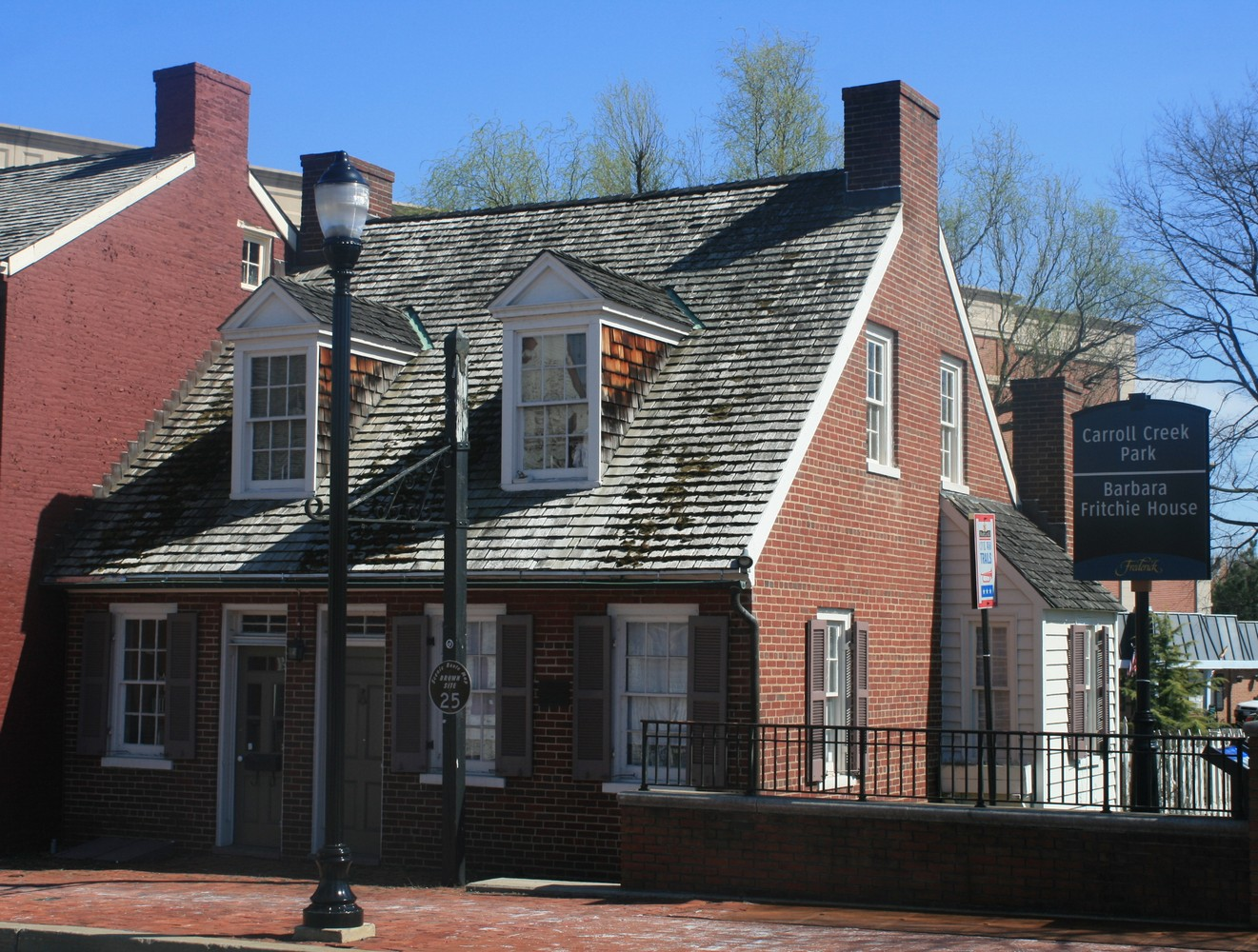
Дом Барбары Фритчи во Фредерике на Патрик-Стрит

Генерал Ли предполагал, что федеральная армия потеряла боеспособность на 3—4 недели и что это позволит ему совершить вторжение в Камберлендскую долину и Пенсильванию. Для безопасности коммуникаций необходимо было ликвидировать федеральный гарнизон в Харперс-Ферри, и Джексон был для этой роли самой подходящей кандидатурой. Около 9 сентября Ли согласовал с ним план действий против Харперс-Ферри, а 9 сентября издал «Специальный приказ 191». В помощь Джексону была выделена дивизия Лафайета Мак-Лоуза. Джексон начал марш утром 10 сентября, миновал Миддлтаун, перешёл Южные Горы через Ущелье Тёрнера и вечером встал лагерем в миле восточнее Бунсборо. 11 сентября колонна Джексона перешла Потомак и вошла в Мартинсберг, надеясь перехватить там отряд федеральной армии, но отряд успел отступить в Харперс-Ферри. В Мартинсберге Джедедия Хотчкисс купил для Джексона новую шляпу, которую он стал носить с этого момента. Старая шляпа досталась Хотчкиссу, тот сохранил её и потом передал своей дочери. В 1939 году та передала шляпу в музей Вирджинского военного института.
Генерал Диксон Майлз, командующий гарнизоном Харперс-Ферри, разместил свой отряд в городе, оставив без внимания окружающие город высоты. 12 сентября Джексон занял эти высоты и начал поднимать на них артиллерию.
15 сентября генерал Ли встретился со вдвое превосходящими силами федеральной армии у города Шарпсберг. В тот же день Джексон успел взять Хаперс-Ферри. «Не в первый и далеко не в последний раз Джексон совершил, казалось бы, невозможное. Имея в тылу целый федеральный корпус, он всё же довёл дело до конца и вынудил 11-тысячный гарнизон капитулировать». В плен попало 12 419 человек, южанам досталось 13 000 винтовок, 200 повозок, 73 ствола артиллерии. Это была самая крупная капитуляция федеральной армии за всю гражданскую войну.
Джексон оставил в Харперс-Ферри дивизию Эмброуза Хилла, а остальные две свои дивизии — Лоутона и Старка — сразу отправил на соединение с армией Ли и привёл их к Шарпсбергу уже 16 сентября.
В сражении у Шарпсберга (оно же Битва на Энтитем-Крик) Джексону было поручено командовать опасным левым флангом, на который пришёлся основной удар федеральной армии. Его дивизии, которые насчитывали 7700 человек, с трудом выдержали атаку I федерального корпуса, затем XII корпуса и при помощи резервов удержали позицию. Федеральному командованию не удалось прорвать левый фланг Северовирджинской армии.
Дуглас Фриман писал, что в ходе Мэрилендской кампании Джексона можно осуждать за три вещи: он слишком медленно наступал на Харперс-Ферри, не очень умело использовал сигнальные станции при осаде, и не вполне логично размещал дивизии Лоутона и Хайса под Шарпсбергом. В остальном его действия были практически безупречны. Его достижения ещё более примечательны, если учесть, что при Энтитеме отсутствовали Хилл, Юэлл и Тримбл, и был уже убит надёжный генерал Уиндер. Восемь из его 14-ти бригад были под командованием полковников с недостаточным боевым опытом.
В октябре 1862 года Конгресс Конфедерации разрешил формировать в армии корпуса и назначать генерал-лейтенантов, что позволило генералу Ли свести дивизии армии в два корпуса. 2 октября Ли представил президенту кандидатуры Лонгстрита и Джексона для присвоения звания генерал-лейтенанта. По поводу Джексона Ли написал: «Моё мнение о способностях генерала Джексона значительно улучшилось во время этой экспедиции». С момента публикации в 1887 году эта фраза вызывает интерес историков, которые пытаются понять, что изменилось во мнении Ли, и какие сомнения у него были прежде. 11 октября Конгресс утвердил это назначение.

### Фредериксберг

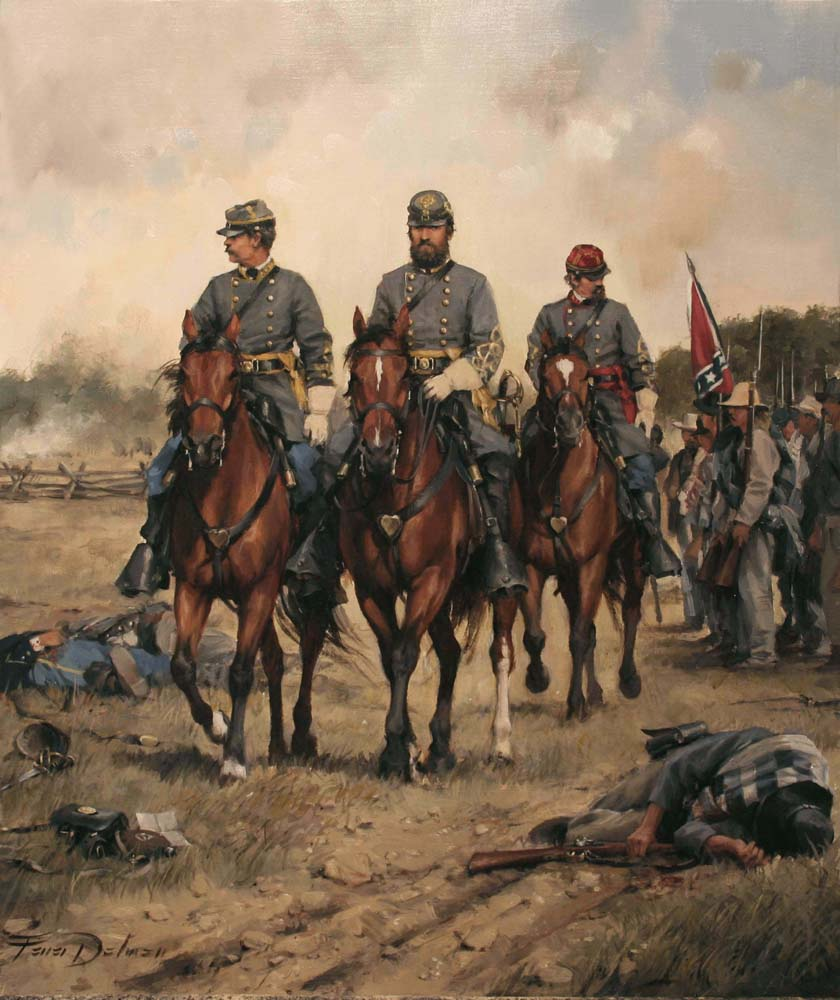
Джексон на картине испанского художника Огусто Феррера-Дальмау

В середине ноября 1862 года корпус Джексона, численностью 34 000 человек, размещался в окрестностях Винчестера в долине Шенандоа. Корпус Лонгстрита (31 000 человек) стоял под Фредериксбергом. 23 ноября, заметив наступательные манёвры Потомакской армии, генерал Ли отправил Джексону письмо с просьбой переместить свой корпус к востоку от Голубого хребта. По словам Фримана, это письмо демонстрирует, насколько Ли доверял Джексону на тот момент. Ли пишет, что не очень понимает, как лучше всего использовать корпус Джексона, и рекомендует генералу разместить его там, где ему покажется наиболее разумным.
Однако Джексон уже сам осознал необходимость манёвра и покинул Винчестер уже 22 ноября. Корпус прошёл 175 миль, и 29 ноября Джексон лично явился в штаб генерала Ли у Гамильтонс-Кроссинг. За ужином они обсудили ситуацию, и Ли посоветовал Джексону занять позицию восточнее корпуса Лонгстрита на тот случай, если федералы попробуют форсировать Раппаханок ниже по течению относительно Фредериксберга. 1 декабря корпус начал марш к новым позициям, хотя Джексон был противником того, чтобы давать бой на берегу Раппаханока. «Я был против того, чтобы сражаться здесь, — сказал он генералу Хиллу, — Мы разобьём противника, но не сможем воспользоваться плодами победы».
Утром 12 декабря генерал Ли убедился, что противник намерен атаковать высоты под Фредериксбергом, и вызвал дивизии Джексона на соединение с основной армией. Днём Джексон был уже на позиции. «Джексон, что вы думаете делать со всеми этими людьми?» — спросил его Лонгстрит, имея в виду федеральную армию. «Я угощу их штыком», — ответил Джексон.
В сражении при Фредериксберге Джексон удерживал правый (менее укреплённый) фланг армии Конфедерации и сумел выдержать мощную атаку дивизии Мида. Незадолго до битвы, 23 ноября, он получил сообщение о рождении дочери — Юлии Лоры Джексон.

### Чанселорсвилл
Сражение при Чанселорсвилле (известное также как «Битва в глуши») стало последним сражением Джексона и самым знаменитым в его карьере. В те дни генерал Лонгстрит был отправлен под Саффолк, и из его корпуса остались только две дивизии, которыми временно командовал сам генерал Ли. В корпусе Джексона числились четыре дивизии, и таким образом, под его командованием находилось 2/3 всей армии на поле боя. 26 апреля 1863 года три федеральных корпуса начали марш в обход Северо-Вирджинской армии с запада. 1 мая Ли перебросил им наперехват две свои дивизии, затем подошла дивизия Роудса из корпуса Джексона, и началось сражение, которое утихло к вечеру. Джексон предположил, что северяне после этого уйдут обратно за реку: «К завтрашнему утру, сказал он, никого из них не будет на этой стороне реки». Но Ли не разделил его оптимизма. Ночью разведка донесла, что правый фланг противника ничем не прикрыт и кавалерийские пикеты тоже отсутствуют. Одновременно некоторые офицеры высказали своё сомнение в возможности лобовой атаки противника, который занял сильную позицию. Ли решил обойти противника с фланга и велел выяснить возможные пути такого обхода. Исполнение всего манёвра Ли возложил на Джексона.

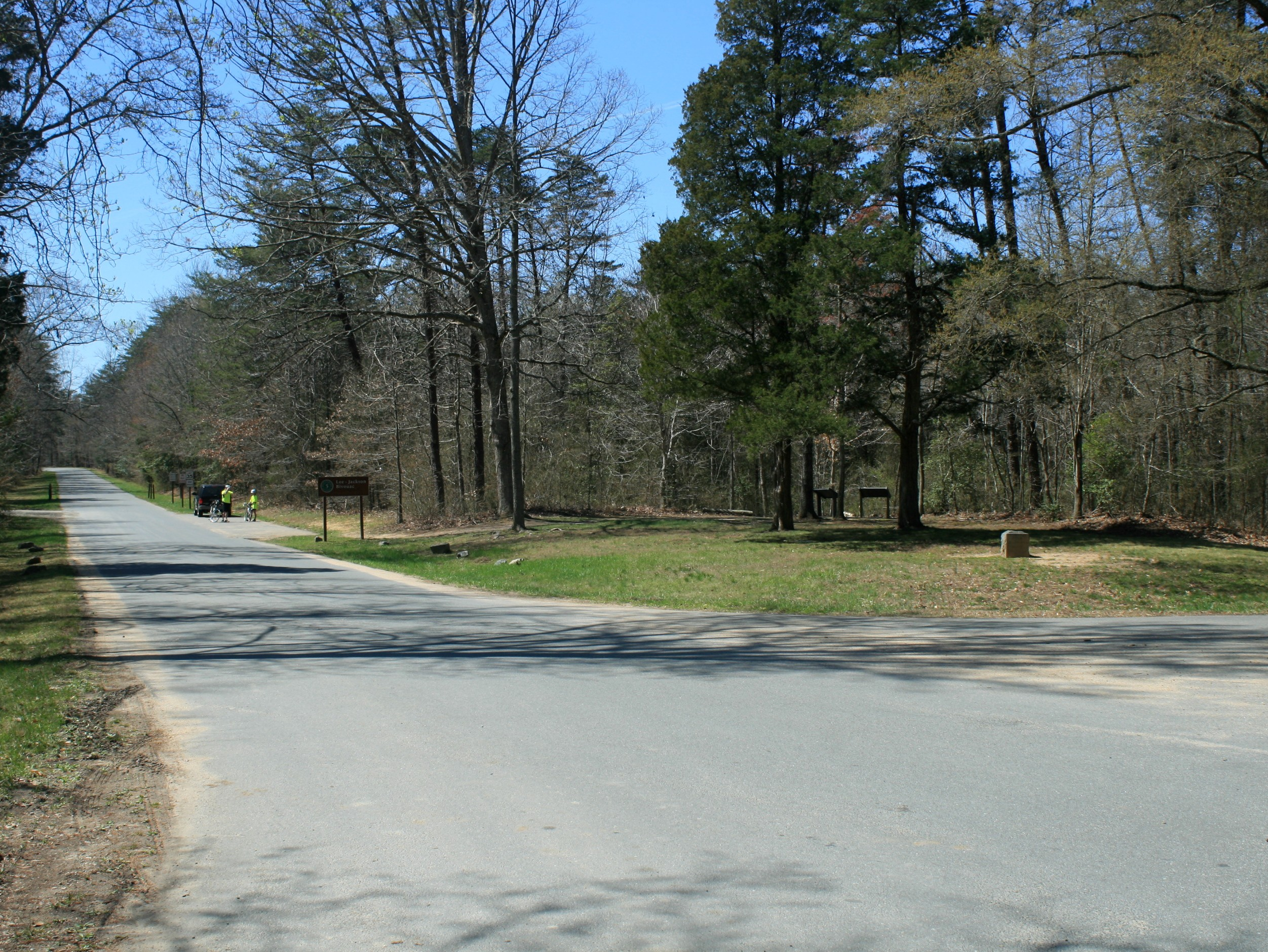
Маркер на месте штаба Ли и Джексона и дорога Оранж-Пленкроуд.

Ли и Джексон разместили свой штаб у пересечения Оранж-Пленкроуд и Катрин-Фернанс-Роуд. Здесь они вечером 1 мая обсуждали положение армии, хотя их диалог остался незафиксированным. Они остались ночевать на этом месте, устроившись на одеялах и седлах. Рано утром Джексон послал Джеда Хотчкисса выяснить расположение дорог на левом фланге противника и обозначить их на карте. Когда Хотчкисс вернулся с готовой картой, Ли и Джексон сидели у костра на ящиках, брошенных при отступлении федеральной армией. Хотчкисс взял такой же ящик в качестве стола и доложил о результатах своей поездки. Ли и Джексон поняли — скрытый проход в тыл противника существует.
В итоге состоялся диалог, записанный Хотчкиссом. Ли спросил: «Генерал Джексон, что вы намерены делать?» Джексон ответил: «Пойти этим вот путём», и показал маршрут на карте. «Какими же силами вы собираетесь осуществить этот манёвр?» — спросил Ли. «Всем своим корпусом», — ответил Джексон.

Это было личное решение Джексона, его главный вклад в план сражения. Он собирался не просто обойти противника во фланг, внести в его ряды некоторое беспокойство и тем подготовить общий штурм. Отправляясь в тыл врага согласно плану Ли, он забирал с собой все свои 28 000 человек и намеревался такими силами смять весь фланг противника и отбросить его обратно к переправам. Ли не ожидал такого решения, и оно обескуражило его. «Что же вы оставите мне?» — сказал он с некоторым удивлением. «Дивизии Андерсона и МакЛоуза», — невозмутимо ответил Джексон.

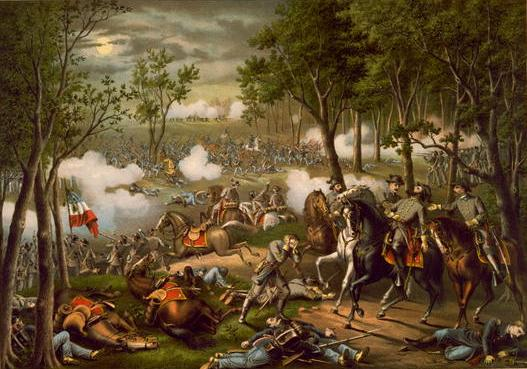
Ранение Джексона в чанселорсвилльском бою

Таким образом, оставив перед фронтом противника всего две дивизии, Джексон забрал остальные три (Роудса, Колстона и Хилла) и вышел во фланг федеральной армии. Они атаковали XI-й корпус генерала Оливера Ховарда в 17:15 2 мая и обратили его в бегство. «На нас обрушились тьма, Джексон и ужас», — вспоминал позже один солдат-северянин.
Когда атака дивизии Роудса выдохлась, Джексон ввёл в бой дивизию Хилла. Он приехал в здание школы на Пленк-Роуд, где встретился с Хиллом и его штабом. Он велел гнать противника к переправе Юнайтед-Стейтс-Форд и передал Хиллу инженера, капитана Кейта Босвелла, в качестве гида. Затем он отправился вперёд по Пленк-Роуд, свернул на параллельную Маунтин-Роуд и выехал за линию бригады Лэйна. Штабной офицер Сэнди Пендлтон с тревогой спросил, стоит ли Джексону находиться в этом месте, на что Джексон ответил: «Опасность миновала. Противник бежит. Возвращайтесь и скажите Хиллу начинать». В это время в отряде Джексона было около дюжины офицеров (и Хилл с офицерами следовал неподалёку). Это были капитан Роберт Уилборн, лейтенант Джозеф Моррисон, лейтенант Уинн и сержант Уильям Кенлифф.

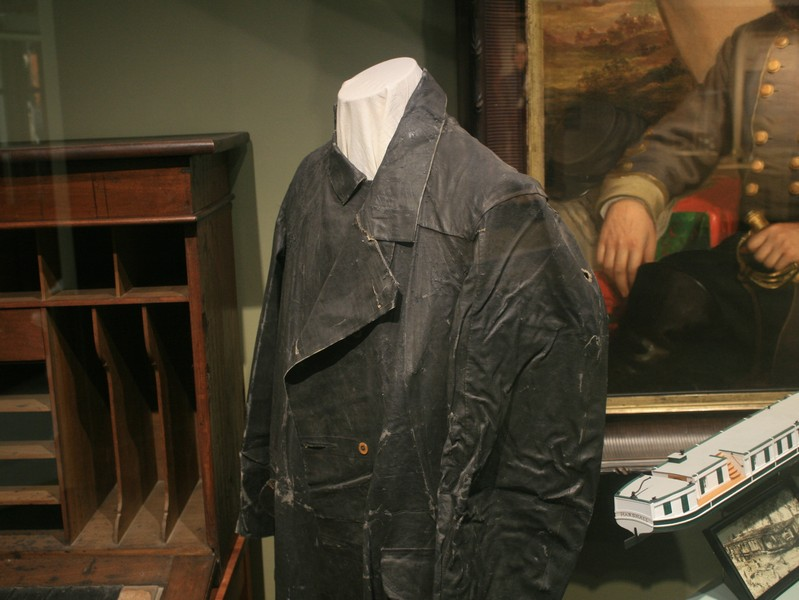
Дождевой плащ, который был на Джексоне в момент ранения и сохранил пулевые отверстия (Музей Виргинского военного института)

Неожиданно справа раздался выстрел, а затем ружейный залп. Стреляли, предположительно, 37-й и 7-й северокаролинские полки правого фланга Лэйна. Под этот залп попал отряд Хилла, и одна из пуль убила Кейта Босвелла. Пули попали и в отряд Джексона — был убит сержант Кенлифф. Джексон повернул обратно. Солдаты 18-го северокаролинского полка (из бригады Лэйна) закричали: «Кавалерия янки!», и майор Джон Бэрри, не знавший о присутствии Джексона, приказал открыть огонь. В книге историка Джеймса Брайанта сцена описана так: «После первого залпа лейтенант Джозеф Моррисон, родственник Джексона и один из его штабных офицеров, находившихся вместе с ним, поскакал к конфедератам, крича: „Прекратите стрельбу! Вы стреляете по своим!“ Голос майора Джона Бэрри, командира 18-го северокаролинского на этом участке, прозвучал в ответ: „Чей это приказ? Это ложь, стреляйте, ребята!“»
Дорога неожиданно оказалась совершенно пуста, вспоминал потом Уиллборн, Джексон посмотрел в сторону своих людей с некоторым удивлением, но ничего не сказал. «Это, конечно же, наши», сказал Уилборн, и Джексон молча кивнул. На вопрос, не пострадал ли он, Джексон, наконец, ответил: «Я чувствую, что моя рука сломана». Он был весь в крови и слабел на глазах. Уиллборн и Уинн сняли его с седла и положили под деревом на краю дороги. Уинн отправился на поиски санитаров, а Уиллборн остался перевязать рану. Вскоре появился генерал Хилл и организовал эвакуацию. Джексон передал командование корпусом Хиллу.

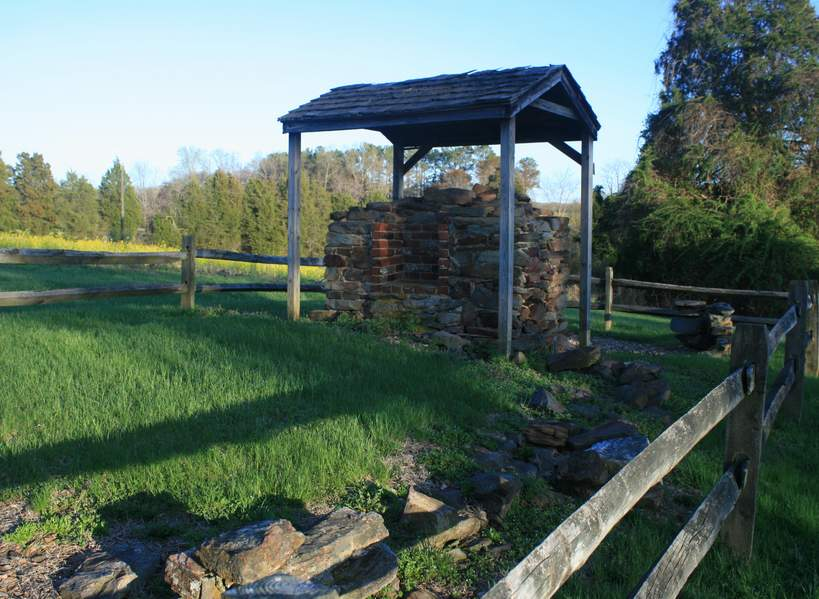
Руины Уалдернесс-Таверн — полевого госпиталя 2-го корпуса.

Когда его несли на носилках в тыл, федеральные орудия на высоте Фэирвью открыли огонь (это была батарея Н 1-го артиллерийского полка). Во время этого обстрела был ранен один из тех, кто нёс носилки. При попытке унести Джексона подальше от опасного места один из носильщиков споткнулся и носилки перевернулись. В итоге его доставили в санитарную повозку, где рядом с ним оказался корпусной шеф артиллерии Степлтон Кратчфилд, так же раненый при артиллерийском обстреле. Доктор Макгир отправился вместе с повозкой к Уайлдернесс-Таверн, где только что разместился госпиталь Второго корпуса.
Джексон получил три пули, одну из них — в руку. Впервые услышав о ранении Джексона от капитана Уилборна, генерал Ли воскликнул: «Ах, капитан, любая победа стоит слишком дорого, если она лишает нас генерала Джексона, пусть даже и на короткое время!»

### Гибель
Своевременную медицинскую помощь Джексону оказать не удалось из-за темноты и неразберихи. При эвакуации его уронили с носилок во время артиллерийского обстрела. Врач Хантер Макгуайр (англ. Hunter McGuire) принял решение ампутировать руку. Джексона доставили на плантацию Томаса Чандлера, который предложил ему свой дом, но Джексон предпочёл небольшой домик неподалёку. Он уже выздоравливал, но боли в груди, которые принимали за последствия травмы, оказались пневмонией, и Джексон умер 10 мая 1863 года.
Ампутированная рука Джексона была захоронена отдельно, около полевого госпиталя.
Роберт Ли сказал, узнав о ранениях Джексона: «Он потерял левую руку, а я лишился правой».

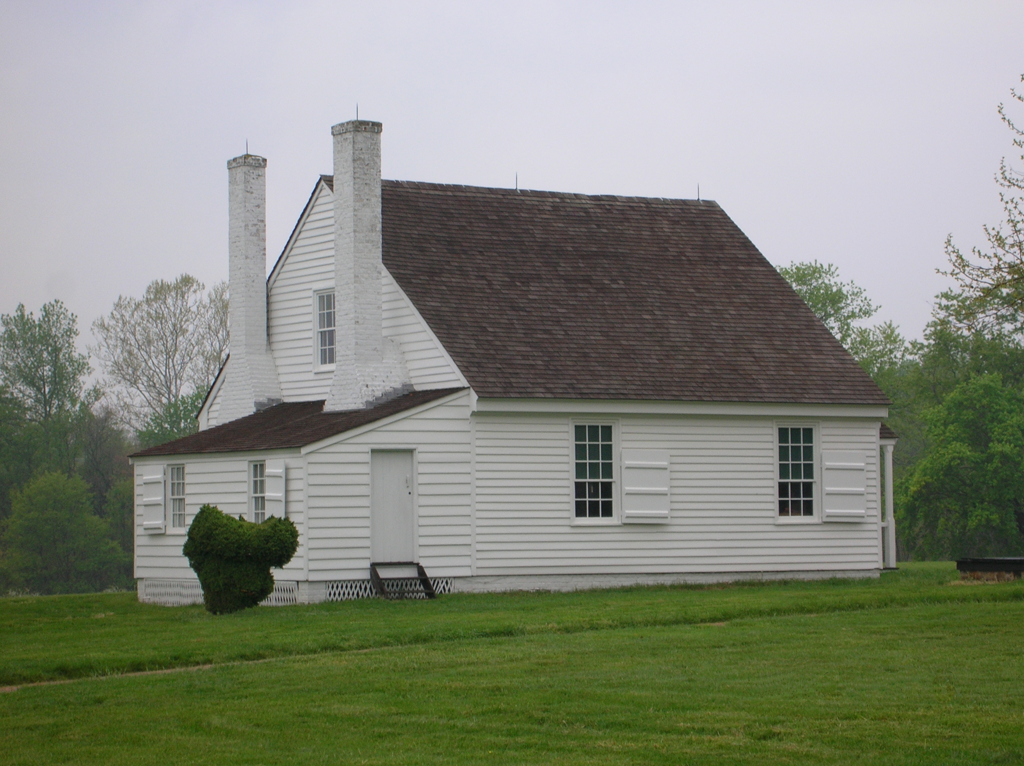
Дом на плантации, где умер Джексон. Гвинея Стейшен, Виргиния

Врач Макгуайр вспоминал, что в последние часы жизни Джексон в бреду разговаривал со своими офицерами, с женой и детьми. Иногда он приходил в сознание, и Макгуайр однажды предложил ему бренди с водой, но Джексон ответил: «Это только отдалит мой уход, это не хорошо. Я хочу сохранить своё сознание, если возможно, до конца». Перед смертью он кричал в бреду: «Прикажите генералу Хиллу приготовиться! Отправить пехоту на фронт! Скажите майору Хоуксу…», и замолчал, не окончив фразы. На его лице появилась улыбка, и он произнёс тихо и выразительно: «Мы должны перейти реку и отдохнуть там в тени деревьев».
Именно эта фраза подразумевается в названии одного из лучших романов Эрнеста Хемингуэя «За рекой, в тени деревьев» (англ. Across the River and into the Trees).
Тело Джексона было доставлено в Ричмонд, а оттуда — в Лексингтон, в Виргинский военный институт. Оттуда оно было отвезено в фамильную пресвитерианскую церковь для отпевания, а затем захоронено на фамильном участке на Лексингтонском пресвитерианском кладбище. Впоследствии захоронение было перенесено в центр кладбища.
В 1891 году на его могиле была установлена статуя, и на открытие памятника собралось 30 000 человек.

В центре внимания всего города оказались оставшиеся в живых ветераны из бригады «Каменной стены», одетые в вылинявшие и изодранные серые униформы. В ночь перед открытием памятника все бывшие солдаты Джексона неожиданно исчезли. Поиск привёл на кладбище, где солдаты расположились на своих одеялах вокруг статуи Джексона. Просьбы оставить это сырое пристанище и воспользоваться гостеприимством горожан не возымели действия.

Распространено мнение, что Джексон любил лимоны, поэтому посетители Лексингтонского кладбища часто оставляют их на могиле Джексона.

## Мнения

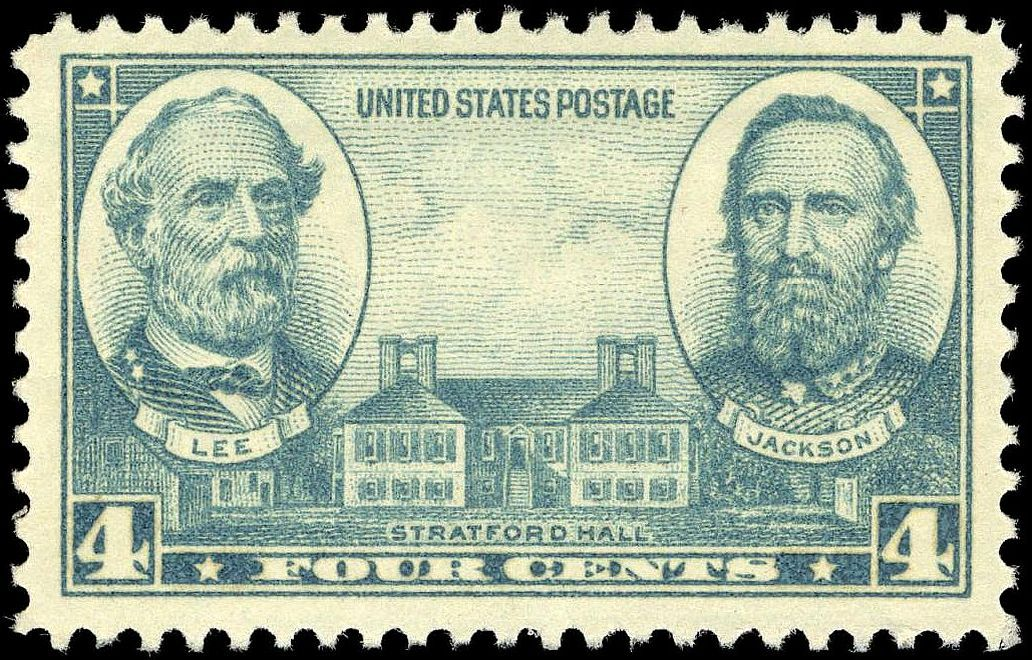
Ли и Джексон на марке 1937 года

Джексон заслужил славу самого агрессивного и решительного генерала армии, но одновременно и самого осторожного. Генерал Гордон писал о нём:

При всей своей храбрости и явном стремлении драться он был одним из самых осторожных людей. Его ужасающие марши были следствием именно его осторожности. Вместо того чтобы бросать людей в «великолепные» фронтальные атаки на укрепления, он предпочитал трудные марши, с тем чтобы нанести свой удар во фланг. Его убеждение в том, что лучше потерять сто человек на марше, чем тысячу в бою, доказывает правильность моей уверенности в его осторожности.

Тот же Гордон приводит мнение генерала Ли, высказанное уже после войны: «Если бы Стоунуолл Джексон был со мной при Геттисберге, я бы выиграл сражение, и тогда нам достались бы и Вашингтон, и Балтимор, если даже не Филадельфия, и независимость Конфедерации была бы гарантирована».
Мэри Чеснат в своём «Дневнике» писала:

Всякий человек может гордиться тем, что он сражался в бригаде Каменной стены. Но, поверьте, это было очень непросто, как говорили все, кто когда-либо служил при нём. Он отдавал приказы быстро, отчётливо и уезжал, не допуская вопросов или протестов. Это было примерно так: «Смотри — вот то место — возьми его!» И если у тебя не выйдет, ты арестован. Когда доложишь, что взял, он только скажет: «Хорошо!».

«Этот вирджинец… явно родился не в своё время… в век пара, железных дорог и электрического телеграфа его религиозный фанатизм выглядел несколько необычно. К месту и не к месту он сыпал цитатами из Библии и решительно во всём видел Божественное провидение», — писал о Джексоне Кирилл Маль, автор книги «Гражданская война в США 1861—1865».
«Требовательный к дисциплине, малообщительный в отношениях с офицерами, мрачный кальвинист по своей натуре, этот странный тридцативосьмилетний молодой солдат казался многим своим товарищам эксцентричным, если не сумасшедшим. Юэлл в разговорах с друзьями признавался, что Джексон был, несомненно, безумен», — так характеризовал Фриман Джексона в момент начала кампании в долине Шенандоа.
Некоторые современники Джексона оценивали его негативно. Генерал Уильям Пендер, в то время командир одной из бригад Джексона, писал жене, что Джексон когда-нибудь убьёт армию своими изматывающими маршами и что он неспособен понять — люди могут уставать, хотеть есть или спать.
Джозеф Лоусон, свободный негр из Фредериксберга, впоследствии рассказывал, что «Старина Стоунуолл был ужасный человек». «Знаете, чем он кормил их [своих людей]? Три раза в день каждый получал по колоску пшеницы». Он говорил, что Джексон, возможно, был «мёд» как генерал, но «чума» как человек.
Среди людей, неодобрительно относившихся к Джексону, была и его родная сестра, Лаура-Энн Джексон (с 1844 года — Лаура Джексон Арнольд). Она была убеждённой юнионисткой, и когда до неё дошли вести о смерти брата, она, по словам одного офицера-пенсильванца, была опечалена, но сказала, что всё же лучше ему умереть, чем быть вождём армии мятежников.
По мнению некоторых психиатров, Джексон мог страдать синдромом Аспергера.

## Потомки
Единственная дочь Джексона, Джулия, в 1885 году вышла замуж за Уильяма Эдмунда Кристиана, редактора газеты Charlotte Democrat. Она умерла 30 августа 1889 года от тифа. Единственный сын Джулии, Томас Джонатан Джексон Кристиан, дослужился до бригадного генерала армии США и умер в 1952 году. Его сын Томас Джонатан Джексон-младший, родившийся в 1915 году, стал военным лётчиком, участвовал во Второй мировой войне и был сбит над Аррасом в 1944 году. Тело правнука «Каменной стены» так и не было найдено.

## Память

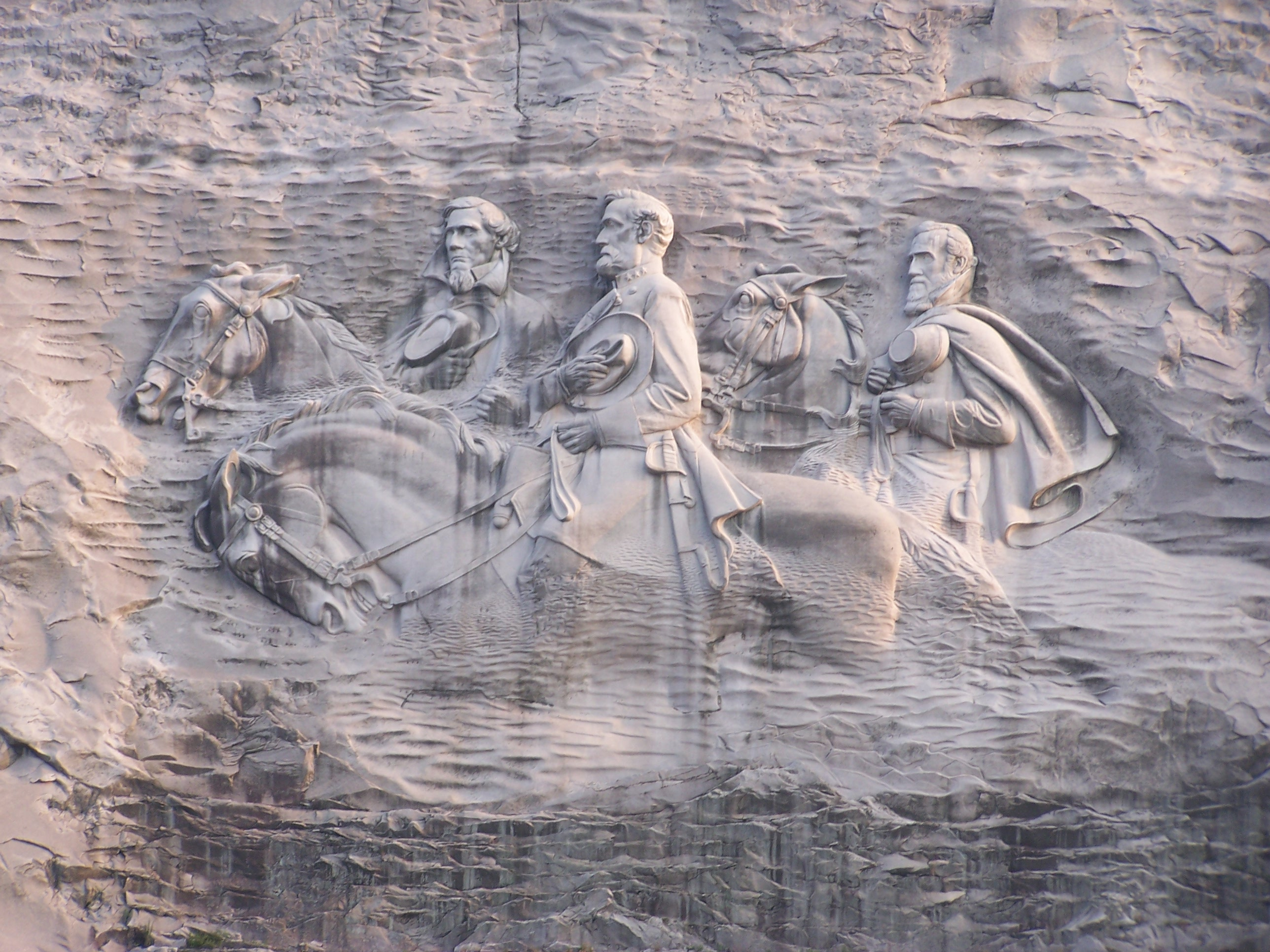
Барельеф на скале Стоун-Маунтин

Джексон изображён на знаменитом барельефе на горе Стоун-Маунтин в Джорджии, вместе с Робертом Ли и Джефферсоном Дэвисом.
В штате Виргиния с 1904 года существует официальный праздник — «День Джексона и Ли». Отмечается в пятницу перед третьим понедельником января. В Ричмонде (Вирджиния) генералу был возведен конный памятник, демонтированный 1 июля 2020 года.
Американская 90-мм самоходная пушка M36 получила прозвище «Джексон» в честь генерала.
Именем Джексона в 1964 году была названа атомная подводная лодка USS Stonewall Jackson.
Ещё при жизни Джексона его именем («Stonewall Jackson») был назван колёсный пароход, один из прорывателей блокады. Пароход погиб 12 апреля 1863 года у побережья Южной Каролины, за месяц до гибели самого Джексона. За год до этого федеральным флотом был потоплен боевой пароход CSS Stonewall Jackson.
В честь Джексона названы города Стоунуолл в Виргинии, Северной Каролине, Алабаме, Миссисипи, Луизиане, Оклахоме, Техасе и Кентукки, а также округ Стоунуолл в Техасе.
116-я пехотная бригада США, часть 29-й пехотной дивизии, ведёт своё происхождение от «Бригады каменной стены». На наплечном шевроне военнослужащих изображён Джексон верхом на коне.

Памятники Джексону-Каменная-Стена
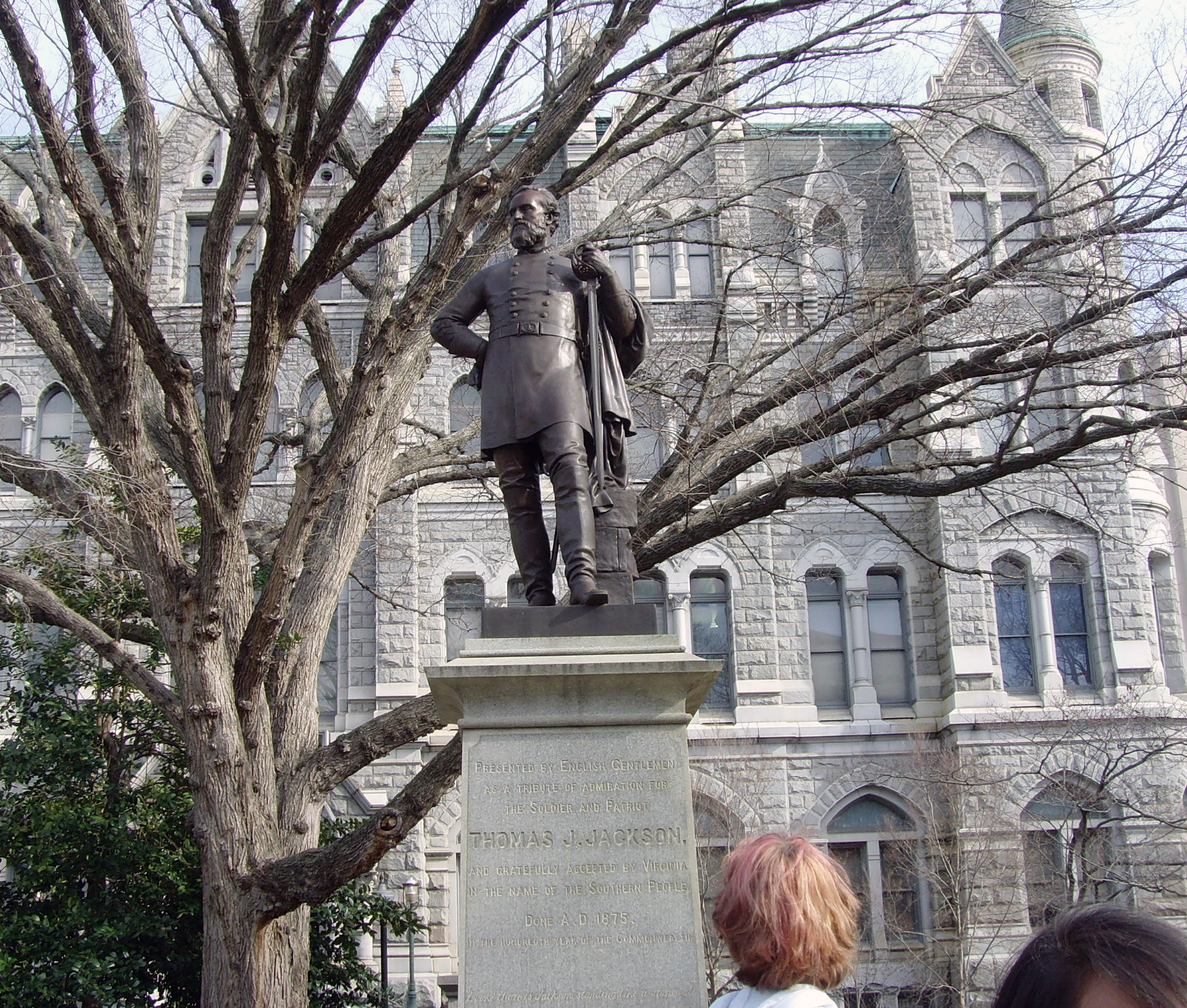
В Ричмонде
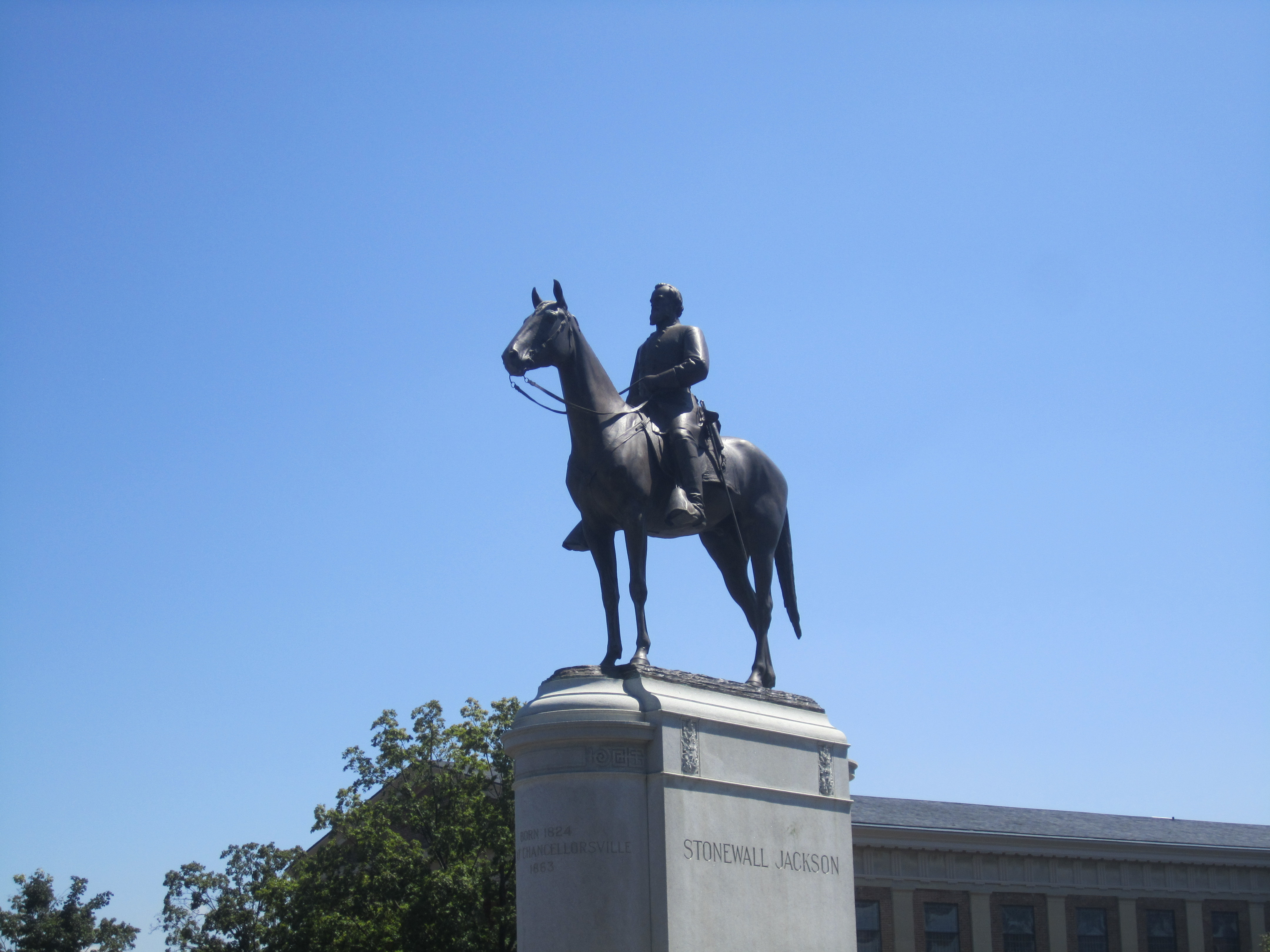
На Монумент-Авеню
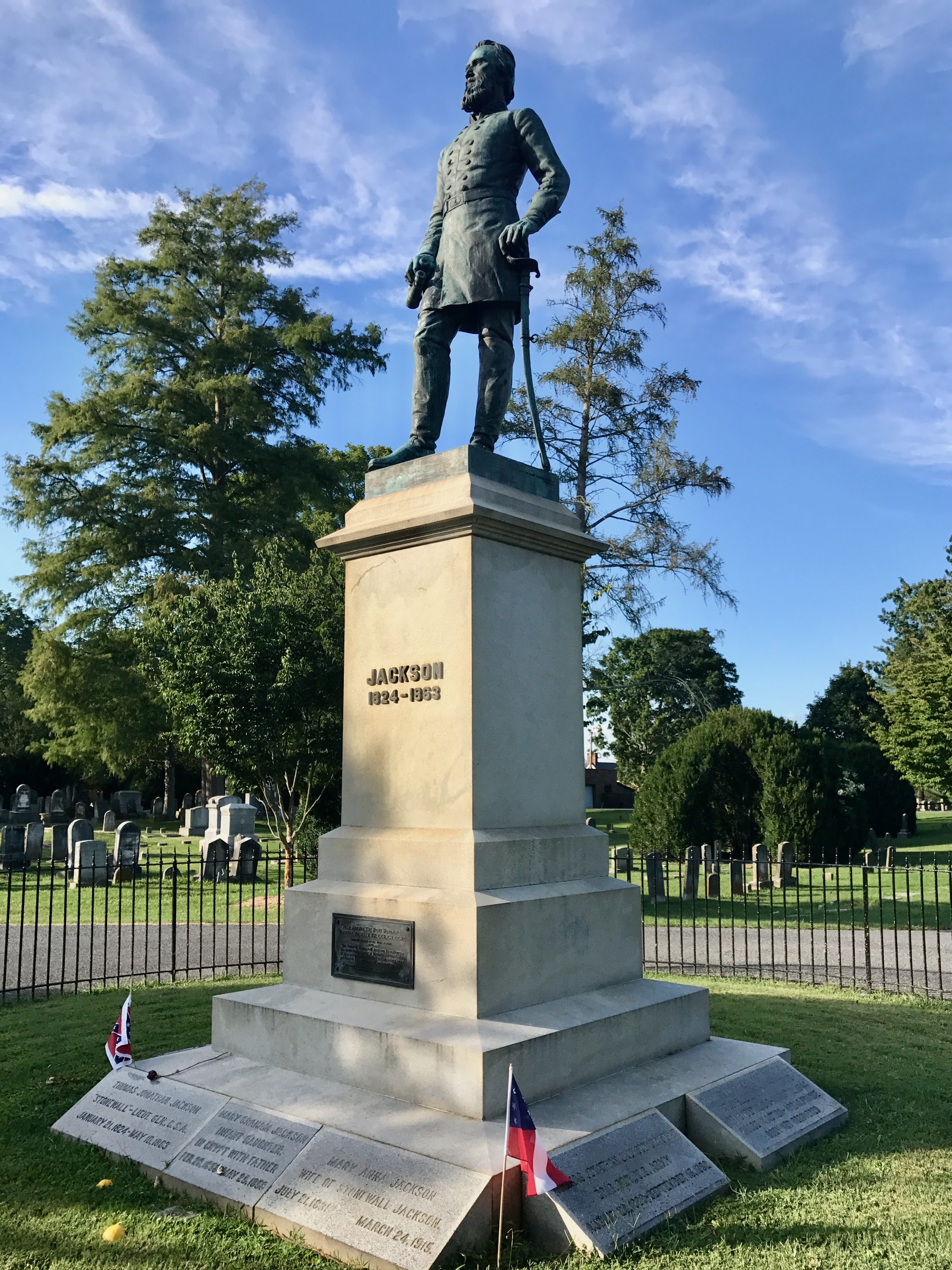
В Лексингтоне
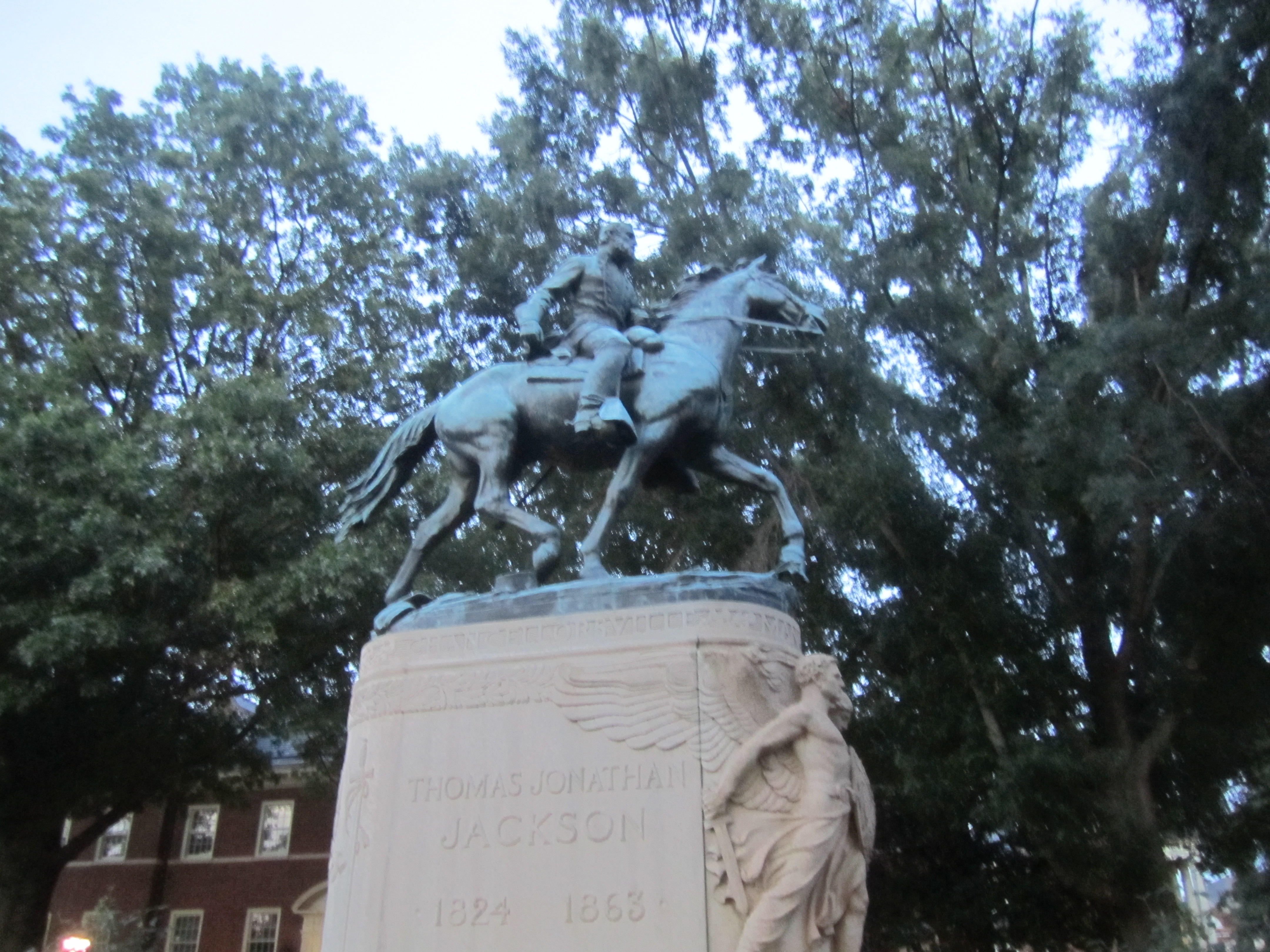
В Шарлоттсвилле